# Amedeo Modigliani

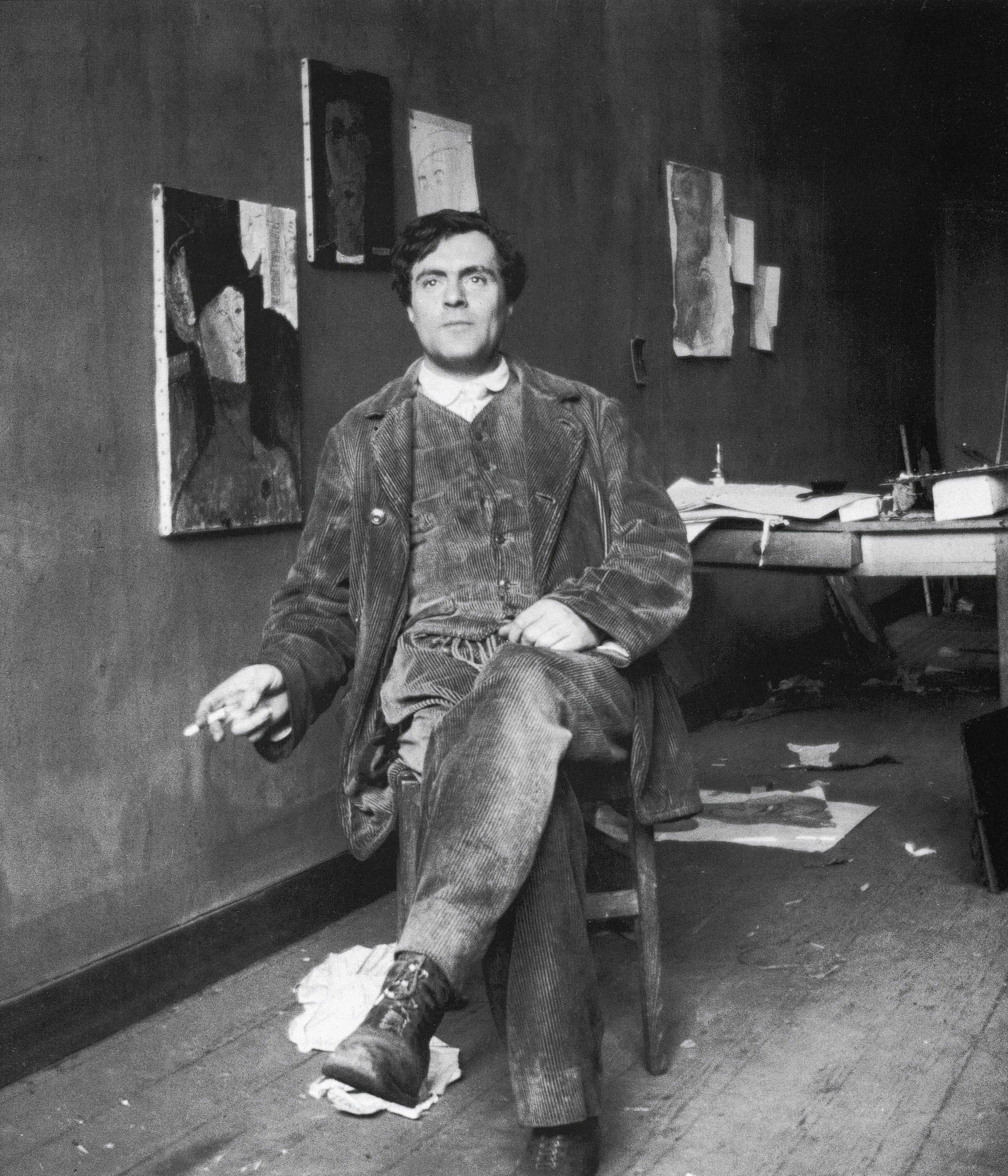
Amedeo Modigliani in seinem Atelier 1915

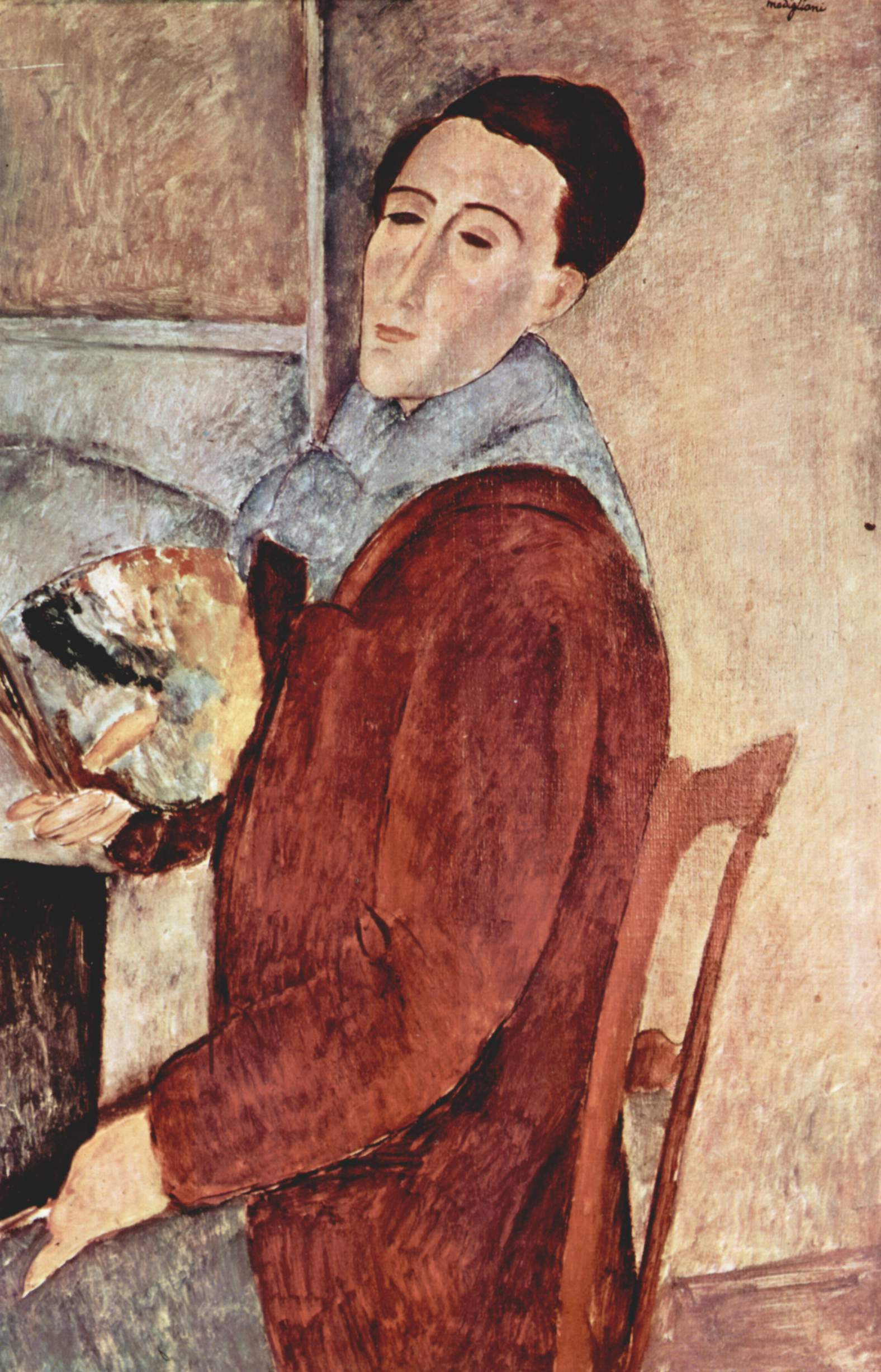
Selbstbildnis, 1919. Dieses Bild entstand kurz vor Modiglianis Tod. Museu de Arte Contemporânea da Universidade de São Paulo

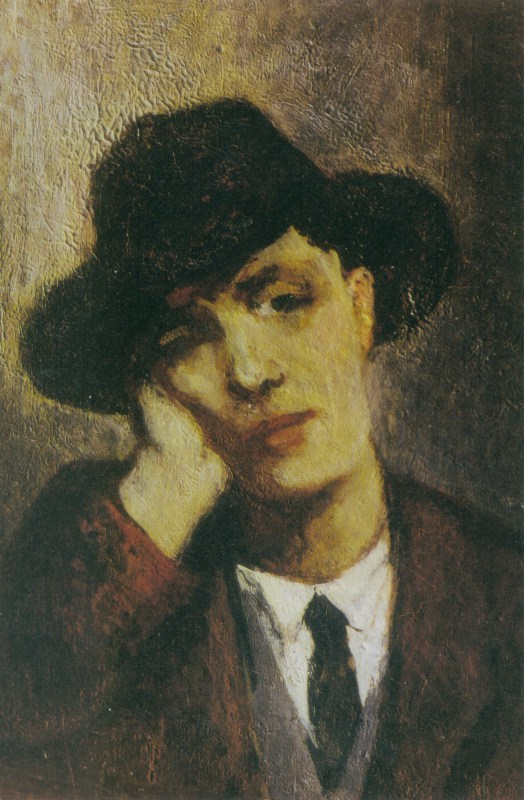
Selbstporträt mit Hut von 1907

Amedeo Clemente Modigliani (* 12. Juli 1884 in Livorno; † 24. Januar 1920 in Paris) war ein italienischer Zeichner, Maler und Bildhauer. Bekannt ist er vor allem für seine Aktgemälde, die zu seiner Zeit als skandalös empfunden wurden und erst später Akzeptanz fanden. Seine Jugend verbrachte Modigliani in Italien, wo er die Kunst der Antike und Renaissance studierte, bis er 1906 nach Paris zog. Dort kam er in Kontakt mit bedeutenden Künstlern wie Pablo Picasso und Constantin Brâncuși. Sein Leben war von Lungenkrankheiten geprägt. In einem Fiebertraum soll er seine Berufung zur Kunst erkannt haben, mit 35 Jahren starb er an Tuberkulose. Die Informationen über Modiglianis Leben beruhen auf nur wenigen verbürgten Dokumenten, so dass es vor allem nach seinem Tod zur Legendenbildung um ihn kam.
Modiglianis Gesamtwerk umfasst vor allem Gemälde und Zeichnungen. Von 1909 bis 1914 widmete er sich hauptsächlich der Bildhauerei. Das Hauptmotiv ist der Mensch, sowohl in den Bildern als auch bei den Skulpturen. Daneben gibt es wenige Bilder mit Landschaftsmotiven. Interieurszenen und Stillleben von Modigliani sind nicht bekannt. Modigliani bezog sich in seinen Werken oft auf die Renaissance, griff aber auch andere Elemente wie die zu seiner Zeit populäre afrikanische Kunst auf. Hingegen lässt er sich keiner der zeitgenössischen Stilrichtungen zuordnen, wie etwa dem Kubismus oder dem Fauvismus. Während seines Lebens hatte Amedeo Modigliani nur wenig Erfolg mit seiner Kunst, erst nach seinem Tod erreichte er größere Popularität und seine Kunstwerke erzielten hohe Preise.

## Leben

### Erste Lebensjahre und Kindheit

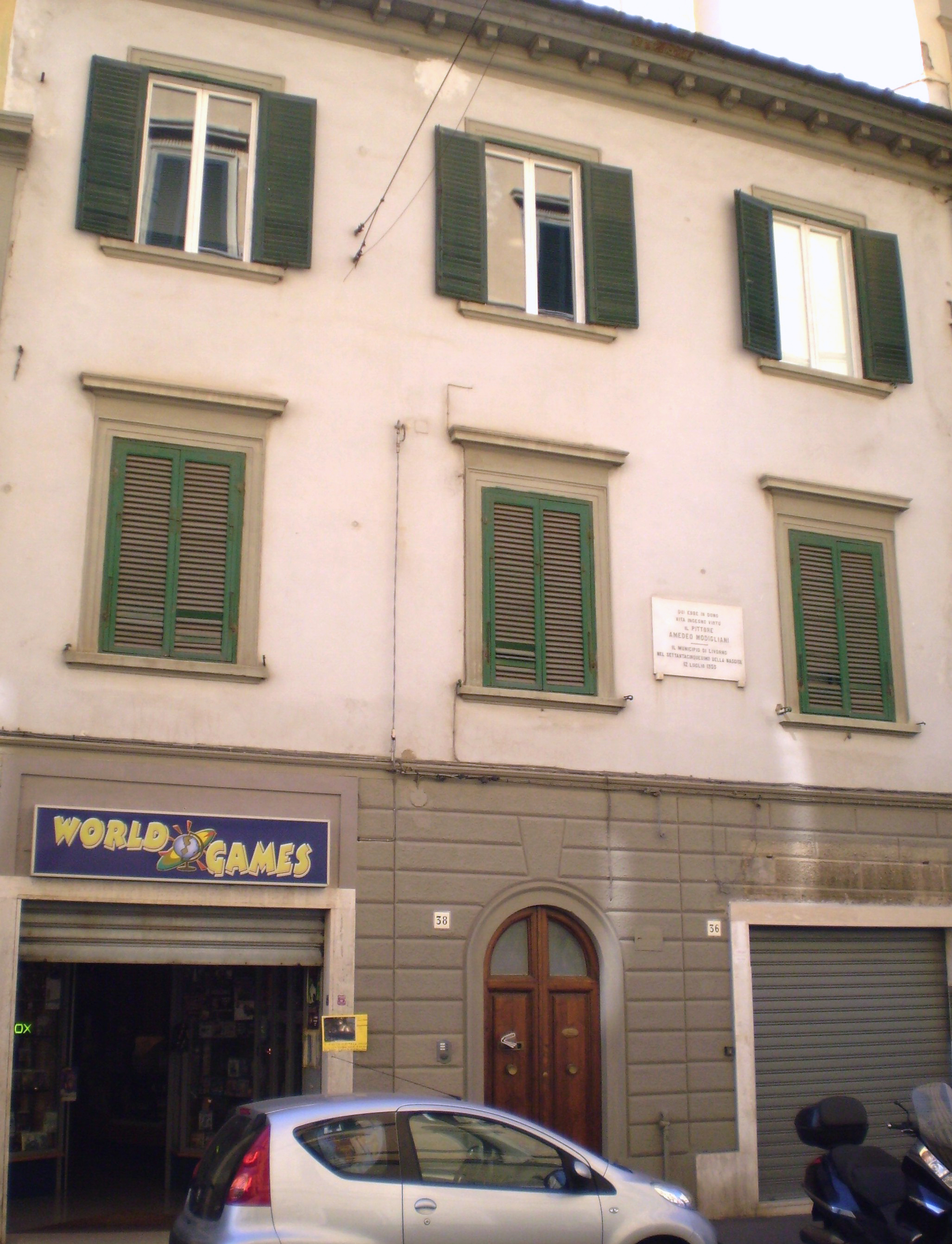
Geburtshaus Amedeo Modiglianis in Livorno. Mit der Gedenktafel ehrte der Rat der Stadt den Künstler anlässlich seines 75. Geburtstages.

Amedeo Modigliani wurde als viertes und jüngstes Kind von Flaminio und Eugenia Modigliani geboren. Einer seiner Brüder war Giuseppe Emanuele Modigliani, der später Politiker des Partito Socialista Italiano und Abgeordneter des italienischen Parlaments wurde. Die Familie Modigliani gehörte dem aufgeklärten jüdischen Bürgertum der Stadt an. Als sephardische Juden lebten die Mitglieder der Familie nach einer liberalen Auslegung ihres Glaubens. Als Amedeo Modigliani geboren wurde, war der mit Holz und Kohle handelnde Familienbetrieb infolge der schlechten Konjunktur bereits bankrottgegangen. Deshalb trug Modiglianis Mutter als Privatlehrerin und Übersetzerin – unter anderem von Gedichten Gabriele D’Annunzios – zum Familienunterhalt bei. Daneben verfasste sie unter einem Pseudonym Literaturkritiken. Amedeo Modigliani nahm wahrscheinlich an den traditionellen Fünf-Uhr-Tees im Haus seines Großvaters Isaac Garsin teil, bei denen beispielsweise über Werke von Oscar Wilde diskutiert wurde. Da seine Mutter aus Marseille stammte, lernte Amedeo Modigliani bereits früh die französische Sprache, was ihm später seine Integration in Paris erleichterte.
Im Alter von elf Jahren litt Amedeo Modigliani an einer schweren Rippenfellentzündung. 1898, im Alter von 14 Jahren, erkrankte er an Typhus, der zu dieser Zeit noch als tödliche Krankheit galt. Während der Krankheit hatte er laut der Darstellung seiner Mutter einen Fiebertraum, in dem er über die künstlerischen Meisterwerke in Italien phantasiert und der ihm damit seine künstlerische Bestimmung aufgezeigt habe. Nachdem Amedeo Modigliani wieder gesundet war, erhielt er von seinen Eltern die Erlaubnis, die Schule abzubrechen und ein Kunststudium zu beginnen.

### Ausbildung

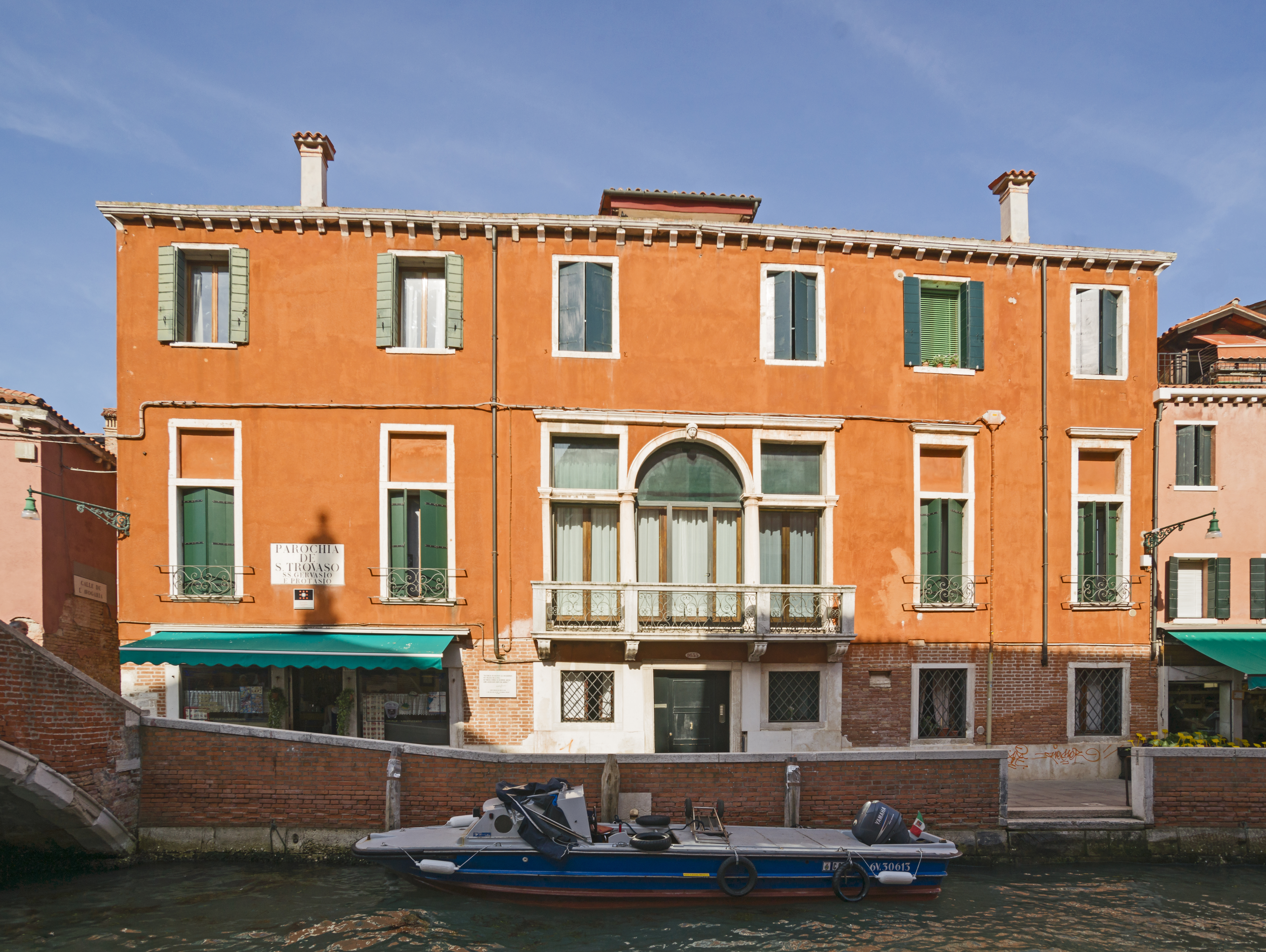
Modiglianis Haus in Venedig

Amedeo Modigliani schrieb sich 1898 an der privaten Zeichen- und Malschule des Malers Guglielmo Micheli in Livorno ein. Dort war er mit seinen 14 Jahren der jüngste Student in seiner Klasse. Neben der künstlerischen Ausbildung an der Schule, die sich noch stark am Impressionismus orientierte, lernte er im Atelier von Gino Romiti das Aktmalen. Im Juli 1900 erkrankte er an Tuberkulose. Weil die Luftveränderung seine Genesung begünstigen sollte, verbrachte er den Winter 1900/1901 zusammen mit seiner Mutter auf einer Reise nach Neapel, Capri und Rom. Von dort aus schrieb Amedeo Modigliani fünf Briefe an den neun Jahre älteren Künstler Oscar Ghiglia, mit dem er befreundet war. Diese Briefe gehören zu den wenigen schriftlichen Dokumenten Modiglianis, die erhalten geblieben sind. In ihnen schilderte er unter anderem seinen Eindruck von Rom: „Rom ist nicht um mich, während ich Dir erzähle, sondern in mir, gleich einem von seinen sieben Hügeln wie von sieben gebieterischen Ideen eingefassten schrecklichen Juwel.“
Im Frühjahr 1901 folgte Amedeo Modigliani seinem Freund Ghiglia nach Florenz. Nachdem er den Winter 1901/1902 in Rom verbracht hatte, kehrte er nach Florenz zurück und schrieb sich am 7. Mai 1902 an der Scuola libera di Nudo (deutsch: freie Aktzeichenschule) ein. Dort studierte er bei Giovanni Fattori und beschäftigte sich daneben hauptsächlich mit der Kunst der Renaissance. 1903 ging er, wiederum Ghiglia folgend, nach Venedig, wo er im Stadtteil Dorsoduro, direkt gegenüber der Chiesa di San Sebastiano bis zu seiner Übersiedlung nach Paris lebte. Er schrieb sich am 19. März jenes Jahres am Istituto di Belle Arti di Venezia ein. Dort belegte er unter anderem Kurse der Freien Aktzeichenklasse. Sein Schwerpunkt lag auf dem Studium der italienischen Kunstgeschichte, die Malerei betrieb er weniger intensiv. 1903 und 1905 kam er auf den Biennalen in Kontakt mit den Werken der französischen Impressionisten, mit Skulpturen Rodins und Werken des Symbolismus. Während seiner Studienzeit in Venedig begann Modigliani, Haschisch zu konsumieren, und nahm an spiritistischen Sitzungen teil.

### Umzug nach Paris
Zu Beginn des Jahres 1906 zog Amedeo Modigliani nach Paris, da die dortige Künstlerszene als besonders fortschrittlich galt und neue Kunststile entwickelte und etablierte. Im vorangegangenen Jahr hatten noch relativ unbekannte Künstler, wie zum Beispiel André Derain und Henri Matisse, die von der Kritik mit dem Spottnamen Les Fauves (deutsch: Die Wilden) bezeichnet worden waren, im Herbstsalon ausgestellt. Die Pariser Kunstwelt wurde mit fortschrittlichen Kunsthändlern, die junge und innovative Künstler wie Pablo Picasso unterstützten, zum Zentrum der avantgardistischen Malerei. Nach seiner Ankunft lebte Modigliani anfangs in einem komfortablen Hotel am rechten Seineufer, was ihm wegen seiner Herkunft aus einer bürgerlichen Familie angemessen erschien. Nach kurzer Zeit zog er in das Viertel Montmartre, wo er unter anderem im Bateau-Lavoir lebte und ein einfaches Atelier nutzte, und nahm Aktzeichenunterricht an der Académie Colarossi. Seine Mutter schickte ihm zwar so viel Geld, wie es ihr möglich war, aber es reichte für Modigliani nicht zum Überleben. Deshalb wechselte er oft seine Unterkunft und ließ manchmal seine Kunstwerke zurück, wenn er aus einer Wohnung floh, weil er die Miete nicht mehr bezahlen konnte. Eine der ersten Freundschaften, die Modigliani in Paris schloss, verband ihn mit dem deutschen Maler Ludwig Meidner. Dieser beschrieb später Modiglianis Stellung und Auftreten in der Pariser Gesellschaft: „Unser Modigliani […] war ein charakteristischer und gleichzeitig hoch begabter Vertreter der Bohème vom Montmartre; wahrscheinlich sogar der letzte echte Bohémien.“ Modigliani nahm trotz seiner gesundheitlichen Probleme am ausschweifenden Leben der Künstler am Montmartre teil.
Im Frühjahr 1907 wurde Modigliani von dem Maler Henri Doucet in ein Haus mitgenommen, das Paul Alexandre für junge Künstler angemietet hatte. Der junge Arzt Alexandre war von Modiglianis Bildern fasziniert und begann deshalb, ihn zu unterstützen. Er kaufte ihm Bilder und Zeichnungen ab und vermittelte ihm Porträtaufträge. Modigliani stellte 1907 im avantgardistischen Herbstsalon aus, der von den Fauvisten geprägt war. Im Folgejahr zeigte er sechs Gemälde im Salon des Indépendants, darunter Die Jüdin. Seine Bilder fanden jedoch kaum Beachtung. So erwähnte der einflussreiche Publizist Guillaume Apollinaire Amedeo Modigliani nur am Rande seiner Kritik des Salons. Paul Alexandre gelang es, Modigliani Zugang zu vermögenden Kreisen zu verschaffen, so dass er im Frühjahr 1909 mit dem Porträt Die Amazone der Baronin Marguerite de Hasse de Villers den ersten bezahlten Auftrag erhielt.

### Zeit als Bildhauer
1909 lernte Modigliani über Paul Alexandre den rumänischen Bildhauer Constantin Brâncuși kennen und bezog auf dessen Anraten im April 1909 sein Atelier in der Cité Falguière am Montparnasse. Modigliani begann in Folge dieser Bekanntschaft im selben Jahr mit der Steinbildhauerei, die für einige Zeit in den Vordergrund seines Schaffens trat. In Livorno und in Carrara hatte er sich, beeindruckt von dem knappen Stil Brâncuşis, zur Bildhauerei hingezogen berufen. Ebenfalls könnte Modigliani schon vorher den Wunsch gehabt haben, als Bildhauer tätig zu werden, hatte jedoch nicht die technischen Möglichkeiten, die erst mit dem neuen Atelier gegeben waren. Auch könnte das antike Erbe Italiens, das er aus eigener Erfahrung kannte, eine Inspiration zur Anfertigung von Skulpturen gewesen sein. Eine weitere Möglichkeit wäre, dass Modigliani sich wegen des stagnierenden Erfolgs seiner Malerei in einer anderen künstlerischen Gattung versuchen wollte.
1910 lernte Modigliani die aus Russland stammende Dichterin Anna Achmatova kennen, mit der er in der folgenden Zeit ein Verhältnis hatte. 1911 stellte er seine archaisch wirkenden Steinskulpturen im Atelier des portugiesischen Künstlers Amadeo de Souza-Cardoso aus. Eine Phase der intensiven Beschäftigung mit dem Motiv der Karyatiden in seinen Werken, sowohl in der Skulptur, als auch in Gemälden, begann. Im folgenden Jahr wurden die Skulpturen Modiglianis im Herbstsalon ausgestellt. Modigliani lernte die Bildhauer Jacob Epstein und Jacques Lipchitz, die ebenfalls in Paris lebten, kennen, von denen letzterer die Kunst Modiglianis als „Ausdruck seines persönlichen Empfindens“ beschrieb. Im Frühling 1913 hielt sich Amedeo Modigliani in Livorno auf, wo er in der Nähe eines Steinbruchs Quartier bezog. In diesem betätigte er sich als Marmorbildhauer, nachdem er zuvor nur mit Kalksandstein gearbeitet hatte. Die fertig gestellten Skulpturen schickte er nach Paris; sie wurden jedoch nicht überliefert.
Für die Beendigung seiner Bildhauertätigkeit nach 1913 sind die genauen Gründe nicht bekannt. Ein Anlass könnte seine angeschlagene Gesundheit gewesen sein, die durch die staubige Umgebung weiter geschädigt wurde. Auch könnte er keine Zukunft für seine Arbeit als Bildhauer gesehen haben. Er entwickelte sich künstlerisch nicht weiter und die wenigen Ausstellungen brachten kaum Aufmerksamkeit und finanzielle Verbesserungen. So könnte er sich aus diesen Überlegungen heraus wieder der lukrativeren Malerei zugewandt haben.

### Rückkehr zur Malerei und Leben während des Ersten Weltkrieges

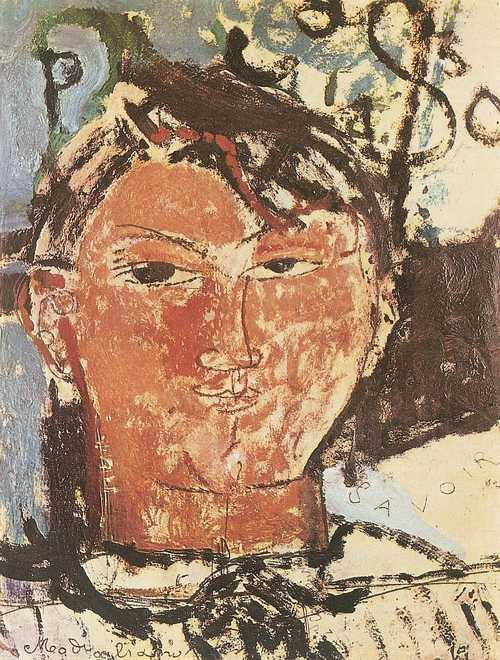
Bildnis Pablo Picasso, 1915. Dieses Porträt ist eines der in den Kriegsjahren entstandenen Porträts befreundeter Künstler

Im Frühjahr 1914 lernte Amedeo Modigliani den Kunsthändler Paul Guillaume kennen, der einige junge und noch unbekannte Künstler vertrat. Guillaume übernahm auch die Vertretung Modiglianis, nachdem dieser mit Beginn des Ersten Weltkrieges Paul Alexandre aus den Augen verloren hatte, und beteiligte ihn an mehreren Gruppenausstellungen in seiner Galerie. Mit Kriegsbeginn meldete sich Modigliani freiwillig zum Kriegsdienst, wurde jedoch aufgrund seines schlechten Gesundheitszustandes nicht eingezogen. Deshalb gehörte er zu dem kleiner gewordenen Kreis von Künstlern, die sich in Paris aufhielten.
Im Juni 1914 lernte Modigliani die englische Literatin Beatrice Hastings kennen, mit der ihn über zwei Jahre eine Liebesbeziehung verband. Sie hielt sich in Paris als Kolumnistin der englischen Zeitung The New Age auf und schrieb über das Gesellschaftsleben der Stadt. Sie beschrieb unter anderem Modiglianis Konsum von Haschisch und Alkohol, unter dem er „niemals etwas Gutes“ vollbrachte. Während der turbulenten Beziehung mit Beatrice Hastings verstärkte sich Modiglianis exzessives Leben noch weiter. Sein Konsum von Alkohol und Opium, den er mit seinen Freunden Maurice Utrillo und Chaim Soutine teilte, wurde in der Presse aufgegriffen.
1915 zog Modigliani mit Beatrice Hastings in die Rue Norvaine an der Butte Montmartre und porträtierte Pablo Picasso. Ein Jahr später folgten weitere Porträts berühmter Persönlichkeiten, darunter sein Freund Jacques Lipchitz sowie Chaim Soutine, für den Modigliani ebenfalls ein enger Freund und Unterstützer war. Mit diesen Porträts der Avantgarde von Paris war Modigliani selbst mit ihr verbunden. Sie sicherte ihm einen singulären Platz unter den Pariser Künstlern, da er mit seinen Porträts ein Bild dieser Szene festhielt, und ermöglichte die spätere Legende von Modigliani als Hauptfigur der Pariser Künstlerschaft. Daneben lernte Amedeo Modigliani auf Vermittlung des befreundeten Künstlers Moïse Kisling den polnischen Kunsthändler und Dichter Leopold Zborowski kennen. Dieser verfügte als Händler zwar nicht über die Kontakte Guillaumes und dessen Gespür für die avantgardistische Malerei, dennoch unterstützte er Modigliani in dessen letzten Lebensjahren. So nahmen er und seine Frau Anna den Künstler in ihre Wohnung auf, nachdem er sich von Beatrice Hastings getrennt hatte. Zborowski bezahlte Modigliani ein Tagegeld und das Malmaterial und ließ ihn in seiner Wohnung arbeiten. Später bezahlte er auch die Modelle für die Aktgemälde Modiglianis.
Amedeo Modigliani fertigte 1916 und 1917 eine Serie von etwa 30 Aktgemälden an. Auf Vermittlung von Leopold Zborowski wurden diese Bilder in einer Einzelausstellung in der Galerie der Kunsthändlerin Berthe Weill gezeigt. Am 3. Dezember 1917 wurde die Ausstellung mit einer Vernissage mit geladenen Gästen eröffnet. Die Galerie lag gegenüber einer Polizeistation und ein Kommissar wurde auf den Menschenauflauf aufmerksam, der sich infolge eines im Schaufenster präsentierten Aktes bildete. Er rief Berthe Weill zu sich und forderte sie auf, die Ausstellung zu beenden und die Bilder abzuhängen, weil diese zu freizügig seien. Um eine Beschlagnahmung der Bilder zu verhindern, kam Weill der Aufforderung nach.

### Aufenthalt in Südfrankreich

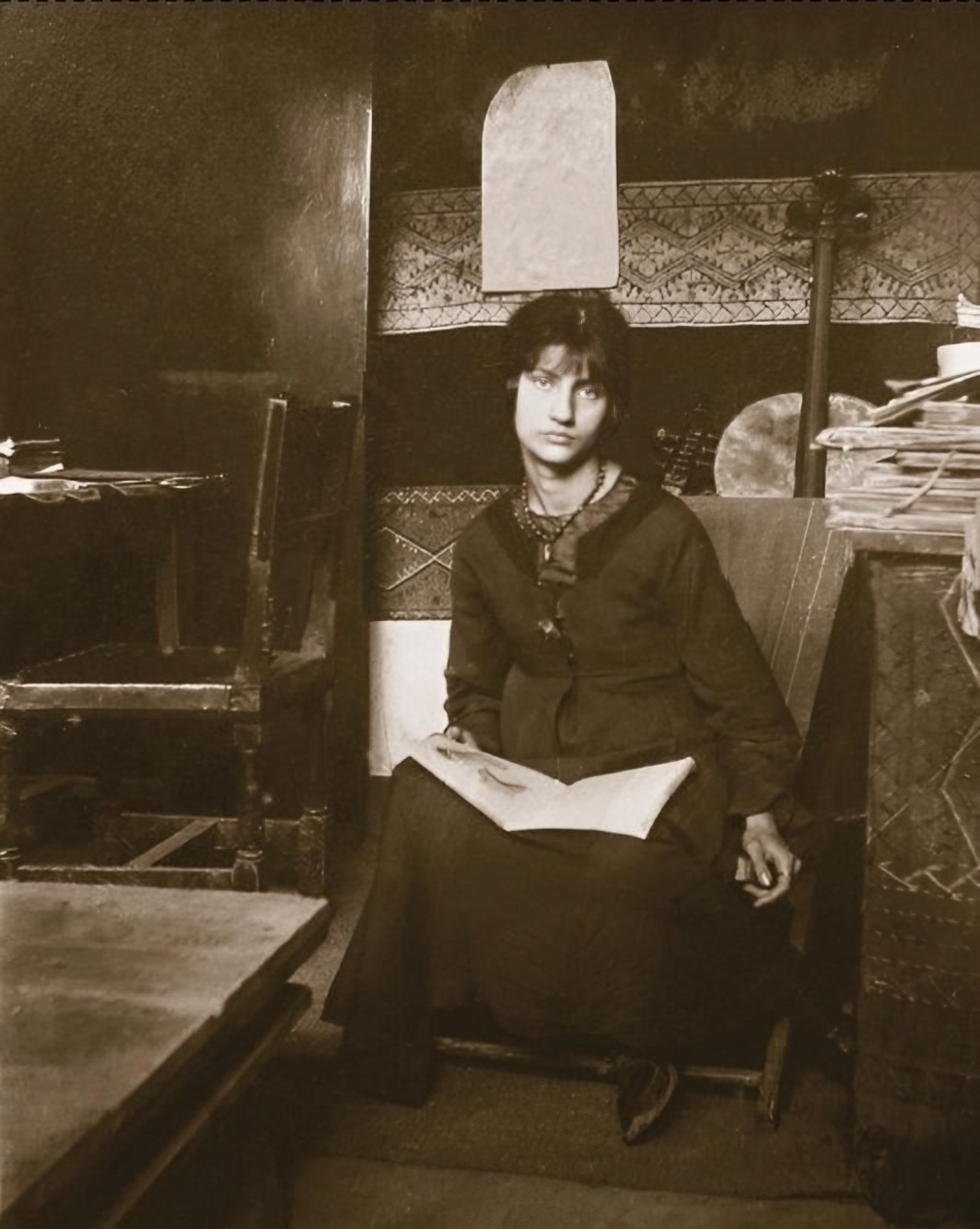
Jeanne Hébuterne um 1918

Im April 1917 lernte Modigliani die 19-jährige Jeanne Hébuterne kennen, die an der Académie Colarossi studierte. Die beiden bezogen kurze Zeit später eine gemeinsame Wohnung. 1918 verließen sie zusammen mit dem Ehepaar Zborowski und Modiglianis Freund Soutine Paris, als eine Invasion deutscher Truppen drohte. Daneben könnte auch Zborowskis Interesse als Kunsthändler ein Motiv für diesen Schritt gewesen sein, da eine Luftveränderung den beiden kranken Künstlern Modigliani und Soutine möglicherweise gut tun und ihre Produktivität steigern würde. Sie begaben sich an die französische Mittelmeerküste, wo Modigliani zahlreiche Porträts malte, denen er sich nach den Akten wieder zugewandt hatte. Die fertigen Bilder schickte er zum Verkauf nach Paris.

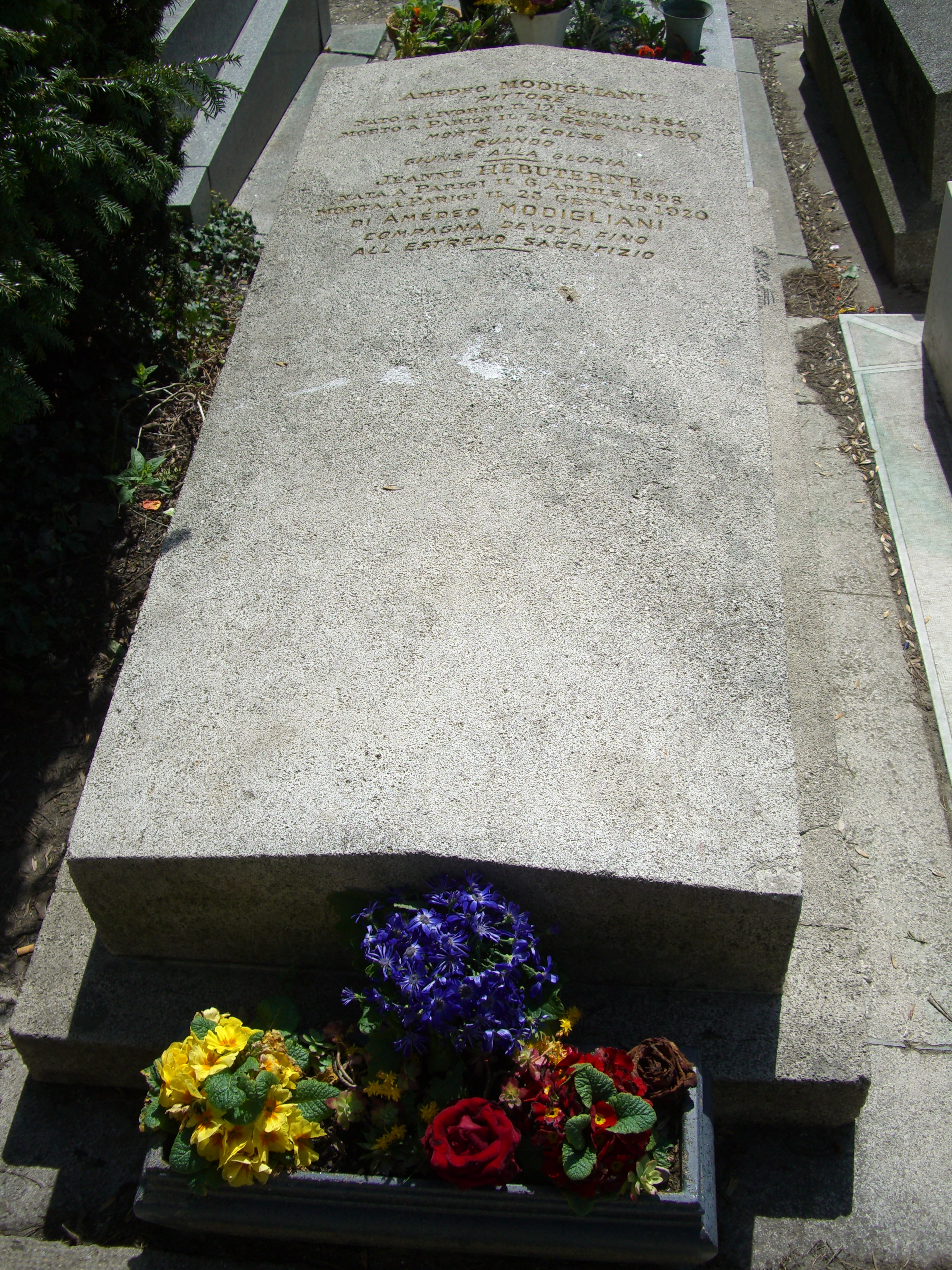
Grabstein Amedeo Modiglianis auf dem Pariser Friedhof Père-Lachaise

Über das Jahr Modiglianis in Südfrankreich ist nur wenig bekannt, da es kaum schriftliche Dokumente gibt und die Pariser Zeitgenossen in seiner Abwesenheit wenig über ihn zu berichten hatten. Anfangs wohnten Modigliani, Jeanne Hébuterne und seine Freunde in Cagnes-sur-Mer, später zogen sie nach Nizza. Dort brachte Jeanne Hébuterne am 29. November 1918 eine Tochter zur Welt. Amedeo Modigliani erkannte die Vaterschaft des Kindes an, das den Vornamen der Mutter erhielt. Während seines Aufenthaltes in Nizza und der näheren Umgebung besuchte Modigliani Pierre-Auguste Renoir, der ein Anwesen über der Küste bewohnte. Ein in der Nachbarschaft wohnender Maler berichtete später, dass es zwischen dem Altmeister des Impressionismus und dem jungen Maler zu einem Streit über Ratschläge Renoirs gekommen sei.

### Letztes Lebensjahr und Tod
Nach Vermittlung durch Zborowski wurden 1919 mehrere Werke Modiglianis auf Ausstellungen in England gezeigt, so unter anderem im Rahmen der Ausstellung Modern French Painting in Heale. Weiterhin zeigte im September jenes Jahres die Londoner Hill Gallery zehn Werke Modiglianis. Ende Mai 1919 kehrte Modigliani nach Paris zurück, wo er am Herbstsalon teilnahm. In dieser Zeit unterstützte ihn auch der finnische Maler Léopold Survage, der ihm sein Atelier zur Verfügung stellte. Als Jeanne Hébuterne erneut schwanger wurde, verlobte sich Amedeo Modigliani mit ihr. Es existiert eine Heiratsverpflichtung vom 7. Juli 1919, in der er sie als seine zukünftige Ehefrau und die gemeinsame Tochter offiziell als sein Kind anerkennt. Diese Heiratsabsicht konnte er jedoch nicht mehr umsetzen, da er gegen Jahresende schwer an Tuberkulose erkrankte.
Am 24. Januar 1920 verstarb Modigliani in der Charité in Paris. Am übernächsten Tag starb seine Verlobte durch Suizid. Modigliani wurde unter großer Anteilnahme auf dem Friedhof Père-Lachaise beigesetzt. Hébuterne wurde später, nachdem ihre Familie den Widerstand dagegen aufgegeben hatte, neben ihm begraben. Ihre Tochter Jeanne wurde von Modiglianis Schwester in Florenz adoptiert.

## Werk
Das Gesamtwerk Amedeo Modiglianis besteht aus Gemälden, Zeichnungen und Skulpturen. Das Œuvre umfasst etwa 420 Gemälde, von denen nur 14 datiert sind, und etwa 25 Skulpturen. Mit Ausnahme weniger Landschaftsgemälde liegt der Schwerpunkt der Kunst Modiglianis auf der Darstellung des Menschen. Diese kommt in den Porträts, Akten und Skulpturen menschlicher Köpfe und Figuren zum Ausdruck und zeigt ein intaktes Bild des Menschen. Modigliani lässt sich keiner modernen Kunstströmung zuordnen. Seine Werke vereinen expressionistische, kubistische und symbolistische Elemente, zeigen jedoch ebenso einen Rückbezug zur Antike, zur Renaissance und zum Manierismus, die er aus seiner Studienzeit in Italien kannte. Somit entwarf er seinen ganz individuellen Stil.
Für den Stil Amedeo Modiglianis sind lineare und lang gestreckte Formen charakteristisch. Viele seiner Bilder zeigen für Modigliani typische Elemente, wie lang gezogene Gesichter und blinde Augen. Die Darstellung ist stark reduziert, in den Porträts und Akten ist sie so auf die Person fokussiert, dass der Raum in den Hintergrund tritt und kaum Attribute neben der zentralen Figur zu finden sind. Nur in den späten Werken Modiglianis werden durch einige wenige Objekte im Bild Hinweise auf das soziale Umfeld der dargestellten Person gegeben. Vor 1914 entstanden außerdem wenige Zirkus- und Varietézeichnungen, welche die Personen in einen größeren erzählerischen Zusammenhang stellen.
Da Modigliani nur einen Bruchteil seiner Werke datiert hat, lässt sich die genaue Folge der Bilder nur über stilistische Analysen und Überlieferungen aus zeitgenössischen Berichten rekonstruieren. Dabei lässt sich innerhalb des Œuvres eine stilistische und kompositorische Entwicklung nachweisen, die zu immer weiter der Vollendung entgegenstrebenden Bildern führte.

### Porträts

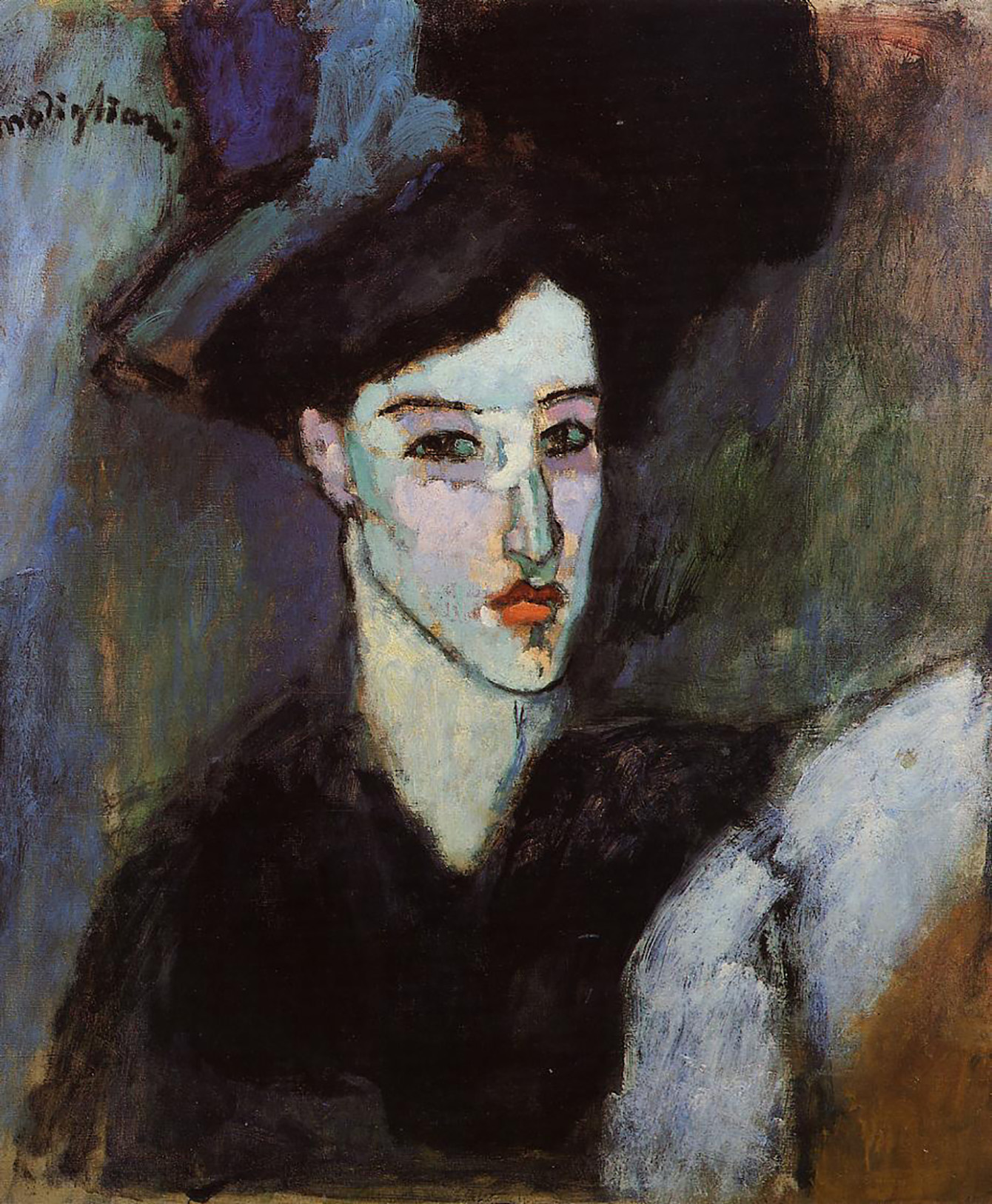
Die Jüdin, um 1908

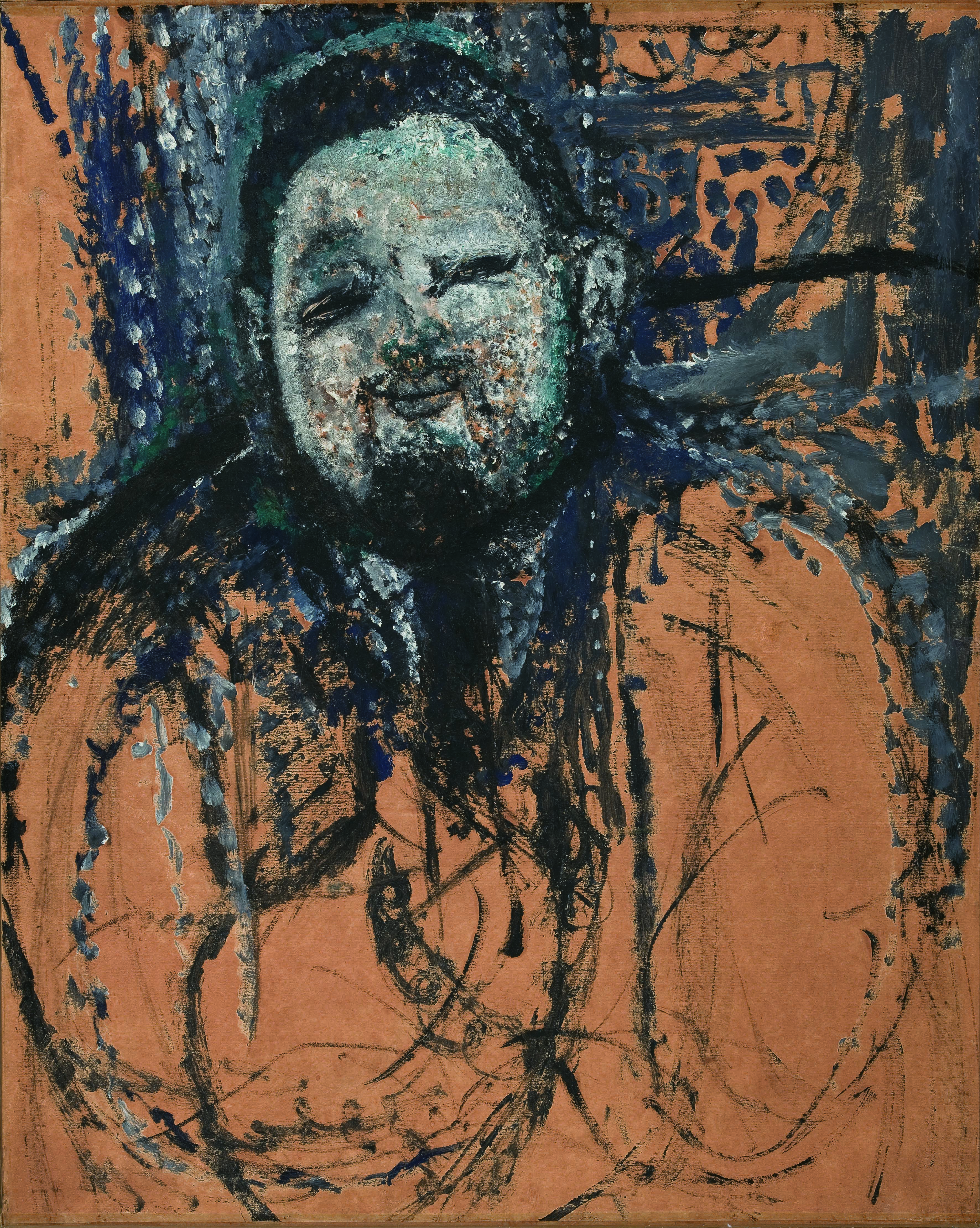
Porträt des Diego Rivera, 1916, Museu de Arte de São Paulo

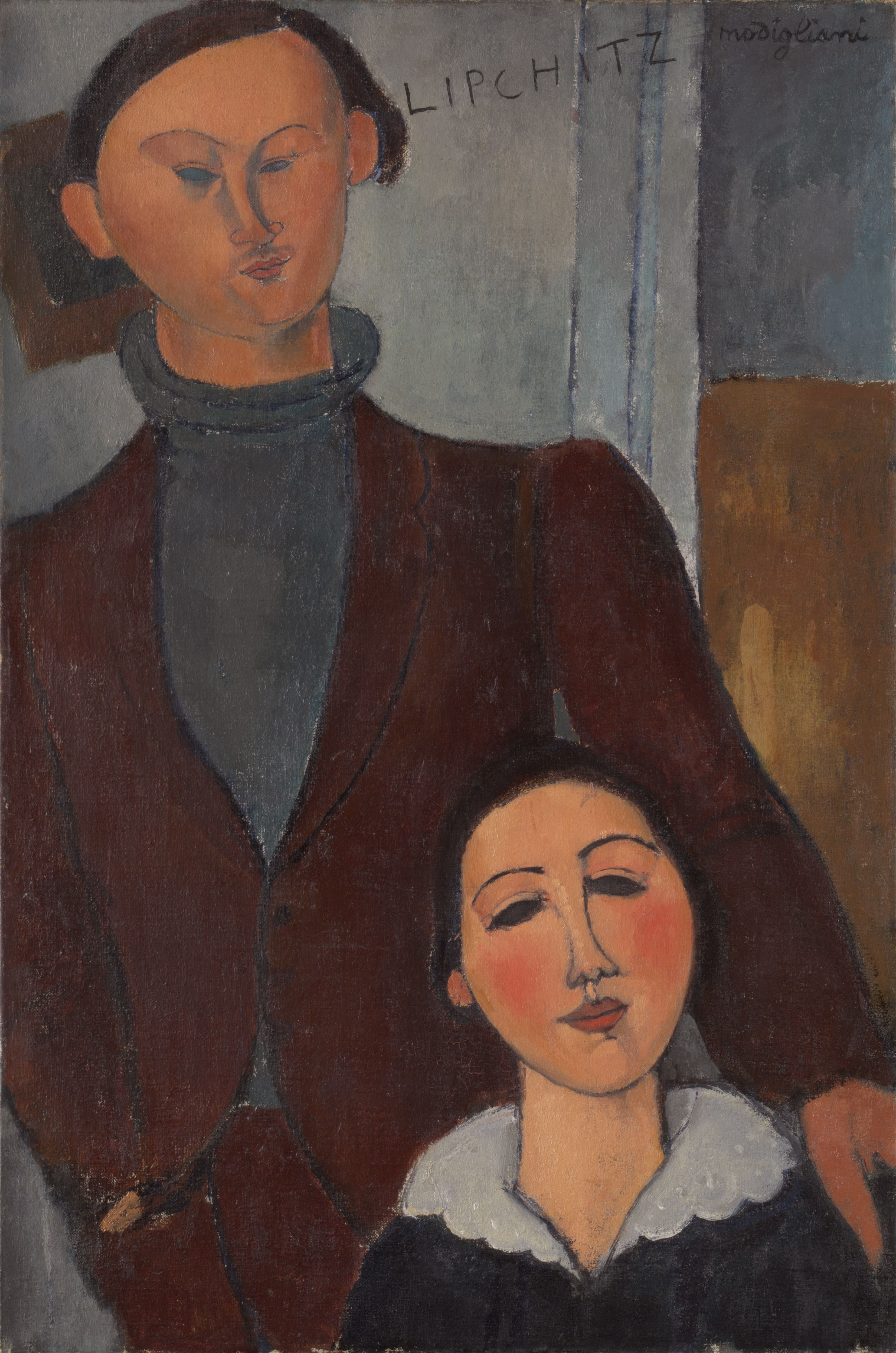
Porträt des Jacques Lipchitz mit seiner Frau (Berthe Lipchitz), 1916

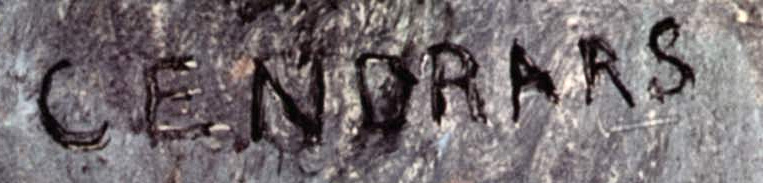
Bildausschnitt aus Porträt des Cendrars, 1917. Der Name des Porträtierten wurde von Modigliani in unregelmäßigen Großbuchstaben ins Bild integriert.

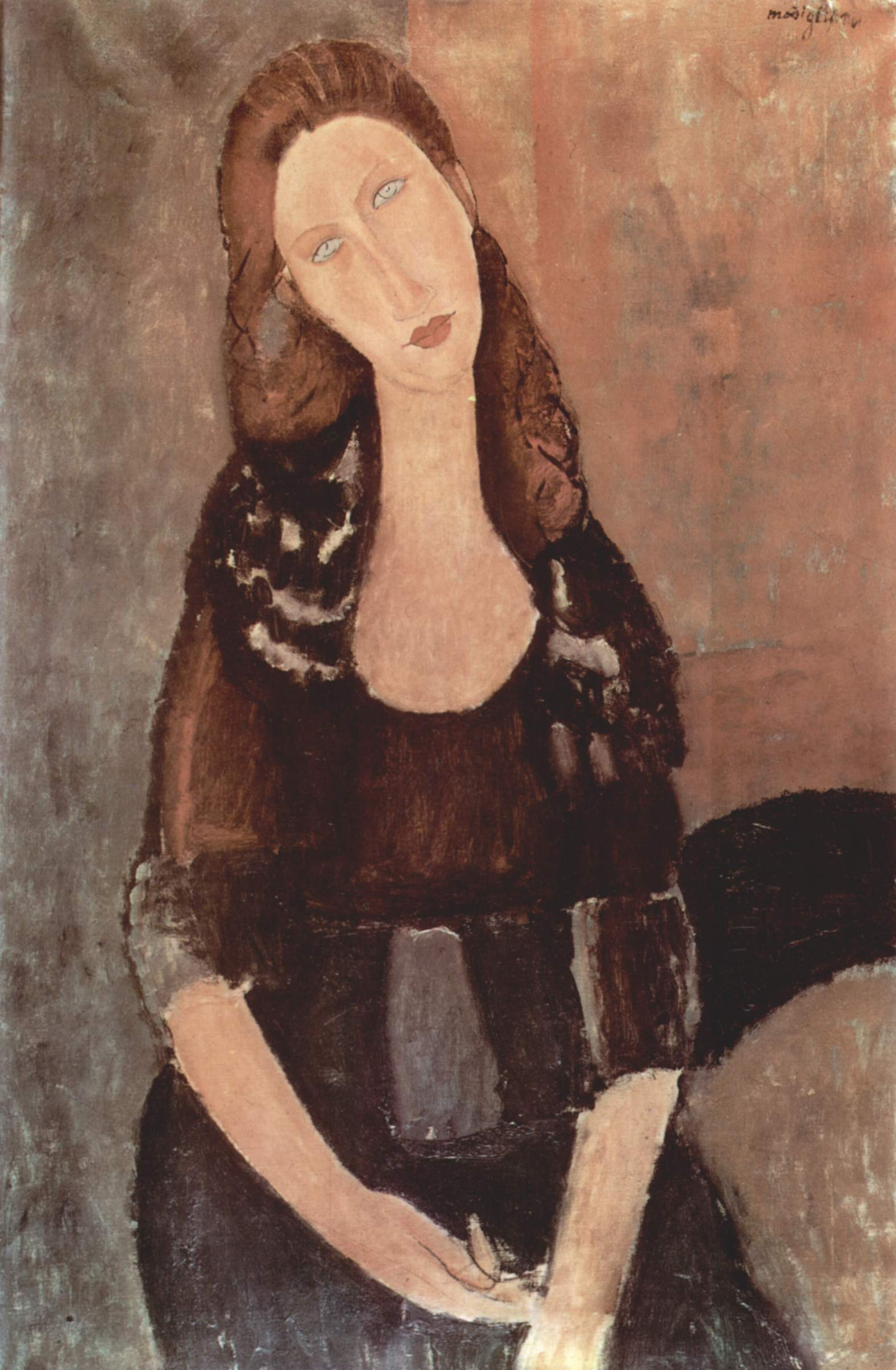
Porträt der Jeanne Hébuterne, 1918

Den Großteil der Bilder Amedeo Modiglianis machen Porträts aus. Zu seinen frühen Werken gehört das Bild Die Jüdin, das um 1908 entstanden ist. Das 55 × 46 Zentimeter große Ölgemälde ist statuarisch aufgebaut. Es zeigt eine streng blickende Frau, deren Gesicht klar herausgearbeitet ist und sich deutlich von der eher verschwommenen Umgebung abhebt. Das Hauptaugenmerk des Bildes liegt auf der Darstellung der Psychologie der Person, die in der Mitteilung der Stimmung, der Verhaltenheit im Bild und im Blick der Frau auf den Betrachter zum Ausdruck kommt. Deshalb ist die Darstellung auch sehr maßvoll und trotz der leichten Pinselführung nicht auf die voneinander unabhängige Verwendung von Farben und Flächen ausgerichtet. Es gibt jedoch auch Teile des Bildes, die stark von der rein malerischen Behandlung der Fläche geprägt sind. Ein Beispiel dafür ist das Farbfeld in der rechten unteren Bildecke, das nicht einem konkreten Gegenstand zugeordnet werden kann. Darin liegt ein Bezug zu der Vorstellung von Maurice Denis, dass ein Bild, bevor es seinen Gegenstand zeigt, nur eine Oberfläche sei, die nach einer bestimmten Ordnung mit Farbe bedeckt werde. Diese Definition war von großer Bedeutung für die Zeit, in der auch Modigliani arbeitete. Die Jüdin zeigt aber auch die Suche Modiglianis nach seinem Platz in der Kunst inmitten der verschiedenen avantgardistischen Strömungen. Das Werk beinhaltet Einflüsse von Henri de Toulouse-Lautrec, Edvard Munch und Paul Cézanne und steht im Kontrast zur vorherrschenden fauvistischen Malerei mit ihrer dominierenden Farbvielfalt. Als das Bild 1908 im Salon des Indépendants ausgestellt wurde, stand es mit seinen dunklen Farben im Kontrast zu den meisten anderen ausgestellten Werken. In der Bilddarstellung ist Die Jüdin ebenfalls zurückhaltend, in Anbetracht dessen, dass im Vorjahr der Kubismus, mit dem der Raum und die Perspektive zersprengt wurden, entstanden war. Der Farbauftrag Modiglianis in diesem Bild orientiert sich dabei stark an dem des Expressionismus.
Während des Ersten Weltkrieges, nach seiner Phase als Bildhauer, porträtierte Modigliani viele Freunde und Künstler, die in Paris verblieben waren. Eines dieser Porträts ist das Bildnis Diego Rivera aus dem Jahr 1914. Das 100 × 79 Zentimeter große, mit Öl auf Karton gemalte Bild zeigt den mexikanischen Maler Diego Rivera, der drei Jahre vorher nach Paris gekommen war und schnell zum Freundeskreis um Picasso gehörte. 1929 heiratete Rivera Frida Kahlo und war in den 1930er-Jahren der Hauptvertreter der mexikanischen Wandmalerei. Er wurde von Modigliani mehrmals gemalt. Dieses Bild spiegelt durch die freie Farbfleckenmalerei die revolutionären Ansichten und das Temperament Riveras wider. Der Farbauftrag auf den Malgrund erfolgte tupfend. Dabei orientierte Modigliani sich nicht am Kolorismus des von ihm bewunderten Cézanne, sondern brachte eher einen Nachklang der impressionistischen Malerei hervor. Die Strichtechnik dieses Bildes erinnert auch an die Arbeit Modiglianis beim Erschaffen der Skulpturen. Sie erzeugt den Eindruck eines in den Malgrund geritzten Reliefs. Das Bild zeigt die obere Körperhälfte Riveras. Das runde Gesicht wird von den Haaren und der Brust gerahmt. Beide Elemente sind wie der Oberkörper nicht konkret vom Bildhintergrund abgegrenzt. Daher entsteht der Eindruck, dass der Körper das gesamte Bild ausfüllt. Die Augen Diego Riveras sind fast ganz geschlossen, seinen Mund umspielt ein Lächeln. Deshalb wirkt er versonnen und zufrieden. Aufgrund der Malweise ist das Bild eines der expressiveren von Amedeo Modigliani, im Gegensatz dazu stehen die folgenden Porträts, deren Malstil einfacher und glatter ist und in denen er mehr Wert auf die Darstellung der äußeren Erscheinung als auf die des Charakters der abgebildeten Person legte.
Das Porträt Bildnis Jacques Lipchitz und seine Frau Berthe Lipchitz aus dem Jahr 1916 oder 1917 gehört zu den Bildern, in denen Amedeo Modigliani die Darstellung der Psychologie eines Charakters aufgab und stattdessen repräsentative Porträts schuf, die sich an Vorbilder des Barock anlehnten. Dieses 80,2 × 53,5 Zentimeter große Ölgemälde malte Modigliani nach dem Hochzeitsfoto der Lipchitz in mehreren Porträtsitzungen. Das war nicht ungewöhnlich, da er zu dieser Zeit mehrmals Fotografien als Vorlagen für Bilder nutzte. Dieses Bild nimmt in Modiglianis Werk eine besondere Stellung ein, da es zu seinen wenigen Doppelporträts gehört. Die Bedeutung dieser Bilder wird daran deutlich, dass Gruppenbildnisse in Modiglianis Œuvre überhaupt nicht vorhanden sind. Dem Porträt des jungen Ehepaars gingen mehrere Skizzen voraus, die jedoch noch auf ein Einzelporträt ausgerichtet waren. In ihnen tastete sich Modigliani immer weiter an die endgültige Bildkomposition heran. Das Bild zeigt den Bräutigam Jacques Lipchitz stehend hinter seiner sitzenden Frau Berthe. Den linken Arm hat er seiner Frau um die Schulter gelegt. Sie sind beide dunkel gekleidet und heben sich so vom helleren Bildhintergrund ab. Ihre Gesichter sind rundlich und die Augen leer. Die beiden Dargestellten, zu denen Modigliani freundschaftlichen Kontakt pflegte, wirken in dem Porträt zwar sympathisch, werden aber aus einer emotionslosen Distanz dargestellt. Diese ist ein zentrales Merkmal der Porträts der folgenden Jahre bis zum Tod Modiglianis. Auf dem Weg zur endgültigen Fassung des Porträts vollzog sich auch eine stilistische Entwicklung. So treten die Vertikale und die Horizontale in den Hintergrund, so dass geschwungene Linien und fließende Formen im Bild dominieren. Das Porträt des Ehepaars Lipchitz weist mit dem in Großbuchstaben geschriebenen, unregelmäßigen Schriftzug LIPCHITZ ein stilistisches Merkmal Modiglianis auf, das viele seiner Porträts von Freunden gemeinsam haben. Diese Beschriftung, die sich in ihrer ungelenken Pinselführung deutlich von der Signatur unterscheidet, orientierte sich formal an der Tradition von Bildern der Renaissance. Künstler wie Giorgone und Tizian gaben in den Inschriften nicht nur über den Namen des Dargestellten, sondern auch beispielsweise über die Zugehörigkeit zu Geheimbünden Auskunft. Mit dem formalen Zitat kann Modigliani auf eine ähnliche innere Verwandtschaft mit den porträtierten Freunden angespielt haben. Außerdem nutzte er sie zur Auflockerung der Bildkomposition. In den Barock- und Renaissance-Bezügen wird weiterhin deutlich, dass Modigliani seine Kenntnisse im Bereich früherer Kunstepochen, die er in den Studien seiner frühen Lebensjahre erworben hatte, auch in seinen Bildern anwandte.
Viele Porträts Amedeo Modiglianis zeigen seine beiden Geliebten Beatrice Hastings und Jeanne Hébuterne. Die Gemälde von Hastings weisen oft eine pointierte Wiedergabe von Augen, Mund und Nase auf. Sie zeigen eine starke Fokussierung auf den Charakter seiner als exzentrisch geltenden Geliebten. Die Bilder haben eine spielerische und inoffizielle Wirkung, die ein Resultat der engen und nach Hastings eigenen Angaben dramatischen Beziehung sind. Die Beziehung zu Jeanne Hébuterne war aufgrund des großen Altersunterschiedes nicht so turbulent. Sie sah zu Modigliani auf und war nicht die Diskussionspartnerin wie Hastings. Die Porträts Hébuternes zeigen keine großen Variationen in der Perspektive und des Stils. In einigen Bildern wird sie als Kindfrau dargestellt, was einen Bezug zur jugendlichen Naivität aufzeigt, obwohl sie in Modiglianis Leben eine Konstante darstellte. Jeanne Hébuterne ließ Modigliani neu über sein Leben nachdenken, das von Alkohol und anderen Rauschdrogen bestimmt war. Mit der Schwangerschaft Jeannes war eine gravierende Änderung in Modiglianis Leben verbunden und stand in Kontrast zu seinem bisherigen Lebenswandel. In dieser Situation entstand das Bild Porträt der Jeanne Hébuterne, das sie als hochschwangere Frau zeigt. Das Porträt stellt Jeanne Hébuterne in einer sitzenden Position mit im Schoß liegenden Händen und zur Seite geneigten Kopf dar. Der Umstand der Schwangerschaft wird von Modigliani nicht verdeckt, sondern betont. So zeigt zum Beispiel der gekrümmte Finger der rechten Hand auf den Bauch. Ein weiteres betonendes Element sind die die Aufmerksamkeit auf den Bauchbereich lenkenden Streifen in der Hüftregion. Trotz des lang gestreckten Halses ist ein leicht angedeutetes Doppelkinn, das auf die Schwere der letzten Phase der Schwangerschaft hindeutet. Die Farbgebung ist sehr ausgewogen. Die dunkle Fläche der Kleidung und des Haares werden durch die Streifen an der Hüfte und den Armen, sowie dem grünen und orangen Bildhintergrund ausbalanciert. Das Bild erzeugt eine sehr ruhige Stimmung, es enthält keine Bewegung und die Person wirkt in sich ruhend, was besonders durch die Kopfhaltung deutlich wird. Eine besondere Intensität wird durch den direkten Blick Jeanne Hébuternes auf den Betrachter erzeugt, der ebenfalls Ruhe ausstrahlt.

#### Selbstporträts
Lange Zeit wurde ein Selbstporträt des Künstlers aus dem Jahr 1919, heute im Besitz des Museo de Arte in Sao Paulo, als sein einziges angesehen. Durch akribische wissenschaftliche Analysen in Deutschland und Frankreich konnte jedoch die Authentizität eines weiteren Selbstporträts aus Modiglianis früher Schaffensperiode in Paris bestätigt werden. Obwohl das Gemälde, welches weithin als "Homme au chapeau" bekannt ist, zunächst fälschlicherweise Jeanne Hébuterne zugeschrieben wurde, belegen Studien zur Malerei und zur Darstellung des Sitzenden eindeutig, dass es sich um ein Werk von Amedeo Modigliani handelt. Besonders zwei Studien, eine aus dem Jahr 1981 vom Laboratoire de Recherché des Musées de France und eine weitere vom Tate Modern in London im Jahr 2018, haben wichtige Erkenntnisse über Modiglianis Werk und die verwendeten Materialien geliefert.
Wissenschaftliche und technische Studien des Gemäldes sowie die Darstellung des Sitzenden, der den jungen, ehrgeizigen und selbstbewussten Modigliani darstellt, wie er bei seiner Ankunft in Paris im Jahr 1906 aussah, enthüllten also, dass das Porträt wesentlich früher gemalt worden sein muss als 1919. Zu diesem Zeitpunkt hatte sich Modiglianis Erscheinung aufgrund seiner Krankheit bereits dramatisch verändert, was ein Jahr später zu seinem Tod führte. Jeanne Hébuterne konnte somit nicht die Schöpferin des Werkes sein, sondern Modigliani selbst. Das Selbstporträt befindet sich heute im Privatbesitz und steht zum Verkauf.

### Akte

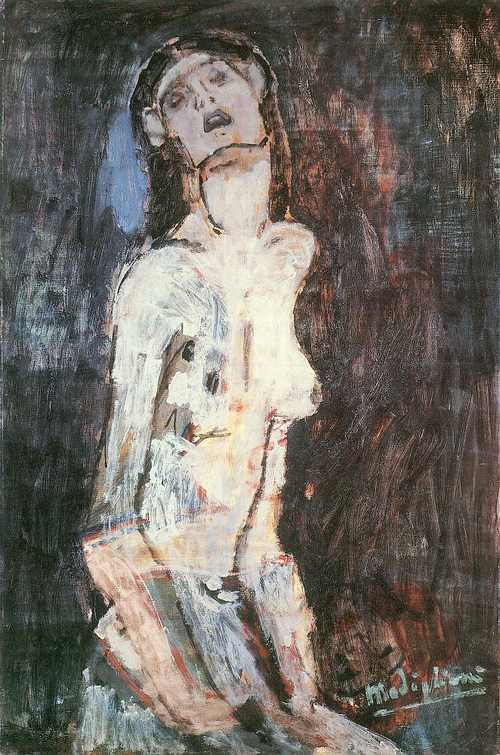
Leidender Akt – Nudo Dolente, 1908

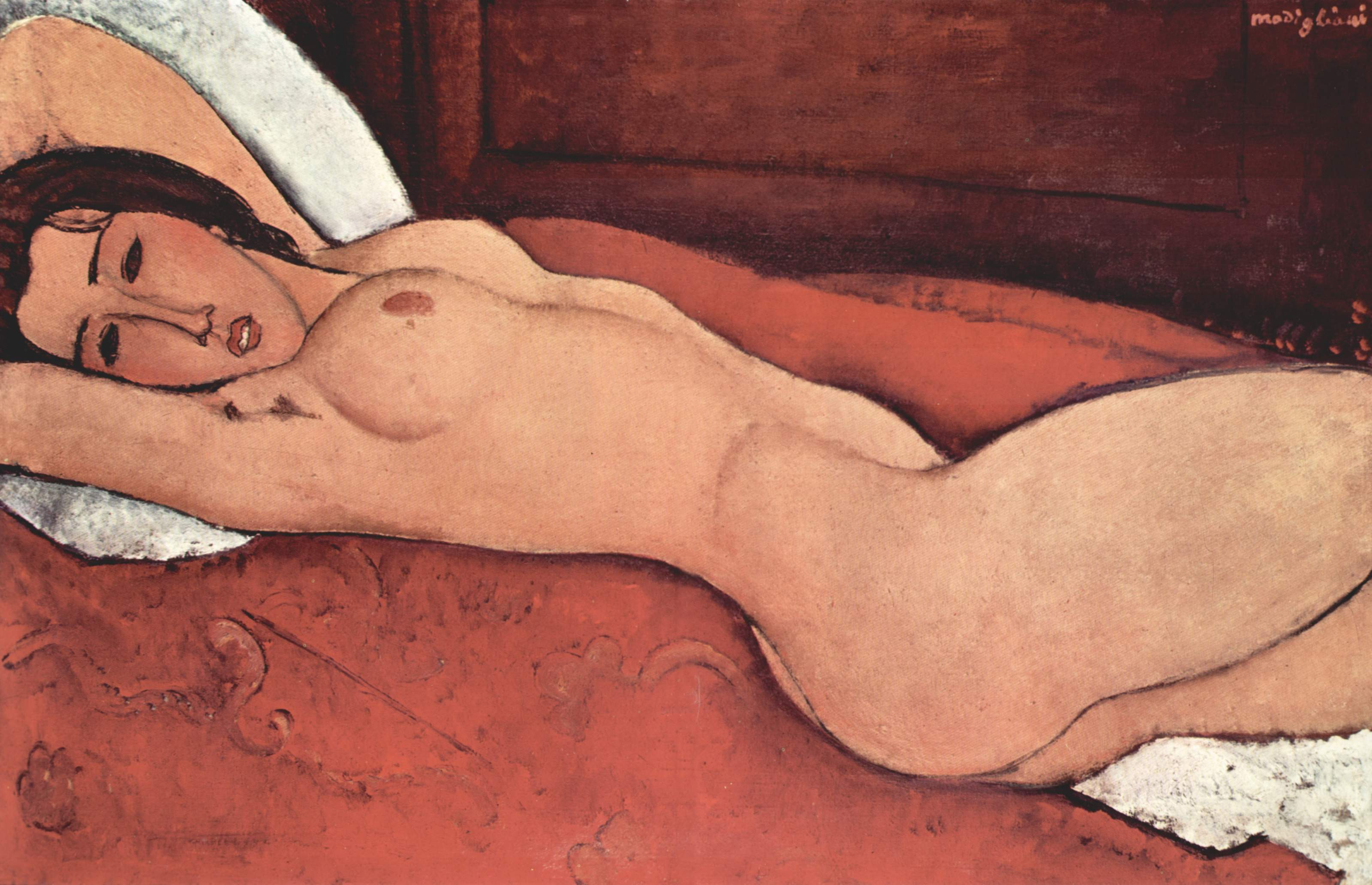
Liegender Akt, 1917

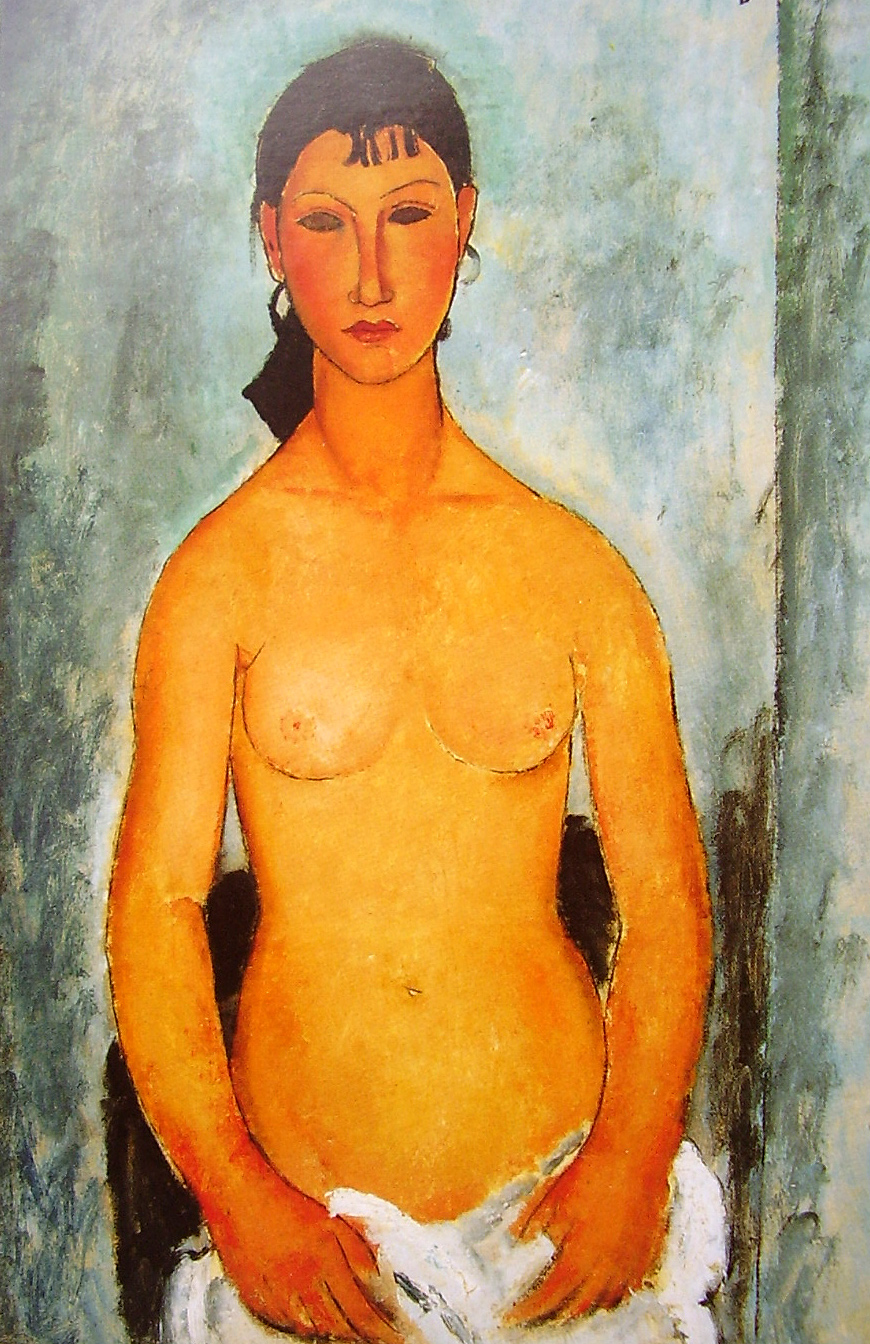
Stehender Akt – Elvira, 1918

Amedeo Modigliani malte während seines ganzen Lebens Aktgemälde, welche die zweitgrößte Werkgruppe nach den Porträts darstellen. Die ersten stammen aus dem Jahr 1908, wie zum Beispiel das Bild Leidender Akt – Nudo Dolente. Dieses 81 × 54 Zentimeter große Ölgemälde zeigt eine halbfigurige Frauendarstellung. Die hagere Frau wird vollkommen nackt gezeigt. Der Kopf ist nach hinten geworfen, der Mund geöffnet. Dies ist ein Zeichen von Ekstase, Leid, Schmerz und Sinnlichkeit. Der wahre Ausdruck der Person ist hinter dem maskenartigen Gesicht verborgen. Die Schultern sind nach vorn gezogen. An ihnen hängen die unnatürlich langen Arme lose herab, die Hände ruhen auf den Oberschenkeln. Die Frau ist so dünn, dass sie Ähnlichkeit mit einem Skelett aufweist. Der Akt Modiglianis widersprach damit den klassischen Inhalten dieser Bildgattung, die einen sinnlichen und stark sexuellen Bezug hatten. Vor dem dunklen Bildhintergrund tritt der helle, fast weiße Körper deutlich hervor und wird durch den Hell-Dunkel-Kontrast betont. Der Farbauftrag ist rau und lässt das Bild teilweise unvollendet wirken. In diesem Gemälde wird die ähnliche Körperauffassung von Modigliani in Bezug auf andere Künstler dieser Zeit deutlich. So gibt es Ähnlichkeiten mit Bildern wie Madonna von Edvard Munch aus dem Jahr 1894 oder Werken von George Minne.
In den Jahren 1916 und 1917 malte Modigliani seine bekannte Serie von Akten, die 30 Gemälde umfasst. Sie zeigen sitzende, stehende oder liegende Modelle, die idealisiert in ihrer Nacktheit dargestellt sind. Die Frauenkörper bilden das zentrale Bildelement, der Raum und andere Gegenstände treten in den Hintergrund und sind nur im geringen Umfang im Bild dargestellt. Ihre Darstellung hat keinen mythologischen oder historischen Bezug, sondern dient zur alleinigen Darstellung der Nacktheit. Trotzdem stehen sie in der Tradition der Darstellung der nackten Venus, die von der Renaissance bis ins 19. Jahrhundert das vorherrschende Aktmotiv war. Jedoch orientierte Modigliani sich an den italienischen Meistern der Renaissance wie Tizian, Sandro Botticelli und Giorgione, die jedoch vor der akademischen Ära der Malerei arbeiteten. Ihre Darstellungen folgten keinen bestimmten Aktposen, sondern weisen individuelle Ausprägungen jedes Künstlers auf. Mit den Kunstakademien hatte sich ein prägendes Verständnis des Aktes etabliert. Es gab einen bestimmten und eingeschränkten Kanon von Posen der Aktmodelle, strenge und formale Regeln. Amedeo Modigliani bricht in seinen Akten mit dieser akademischen Tradition, indem er Proportionen, Anatomie und Bewegung in den Bildern unbeachtet lässt. Daneben sind die Posen der Modelle nicht der akademischen Lehre angepasst. Modiglianis Akte sind auch durch sein Studium beeinflusst worden, das er an der Académie Colarossi betrieb. Dort wurden den Studenten Modelle zur Verfügung gestellt, deren Haltung sie frei bestimmen konnten. Daneben wurden so genannte Viertelstundenakte gemalt, die eine skizzenhafte, schnelle Erfassung des Motivs erforderten. So haben sich aus den Pariser Jahren viele Aktzeichnungen Modiglianis erhalten.
Das 60,6 × 92,7 Zentimeter große Gemälde Liegender Akt gehört zu den berühmtesten Werken Modiglianis und stammt ebenfalls aus der Bilderserie der Jahre 1916 und 1917. Es zeigt ein liegendes Modell, das sich zentral in der Bildmitte befindet. Die Frau wird in einer leichten Aufsicht aus nächster Nähe gezeigt, so dass ihre Extremitäten nicht vollständig abgebildet werden. So fehlen die Unterarme mit den Händen und die Beine unterhalb der Hüfte. Das Gesicht ist dem Betrachter zugewandt, die Augen sind geöffnet und blicken den Betrachter direkt an. Die Hüften sind leicht nach hinten gedreht, wodurch die Scham nicht zu erkennen ist. Der Körper befindet sich auf einem roten Bettlaken, was einen leichten Hell-Dunkel-Kontrast erzeugt. Unter dem Kopf befindet sich ein weißes Kissen, das mit dem Ansatz der weißen Bettdecke die hellsten Flächen des Bildes bildet. Im Hintergrund ist die Wand zu erkennen. Insgesamt gibt es neben dem Körper kaum Bildelemente, die von ihm ablenken. Das Bild orientiert sich in der Komposition an die Aktfotografie der Zeit, dabei ist die Erotik nicht überbetont, sondern melancholisch abgestuft. Wobei von der dargestellten Frau Würde und Kühle ausgeht, was einen Anschluss an die Skulpturen Modiglianis darstellt.
Nach der Serie der Jahre 1916 und 1917 malte Amedeo Modigliani nur noch gelegentlich Akte wie Stehender Akt – Elvira aus dem Jahr 1918. Dieses 92 × 60 Zentimeter große Ölgemälde entstand während Modiglianis Aufenthalt in Südfrankreich. Für seine Gemälde dieser Zeit typisch, wurde es mit deutlich helleren Farben gemalt. An die Stelle der dominierenden dunklen Farbtöne, besonders Rot, tritt in diesem Bild Türkis. Das stehende Modell, das nur von den Oberschenkeln an gezeigt wird, nimmt im Bild die zentrale Position ein. Neben einem weißen Laken, das die Scham verdeckt, gibt es keine weiteren kompositorischen Bildelemente. Die Umrisslinien des Körpers sind stark hervorgehoben und die Farben großflächig aufgetragen, womit der Präsenz der Person verstärkt wird.

### Landschaften

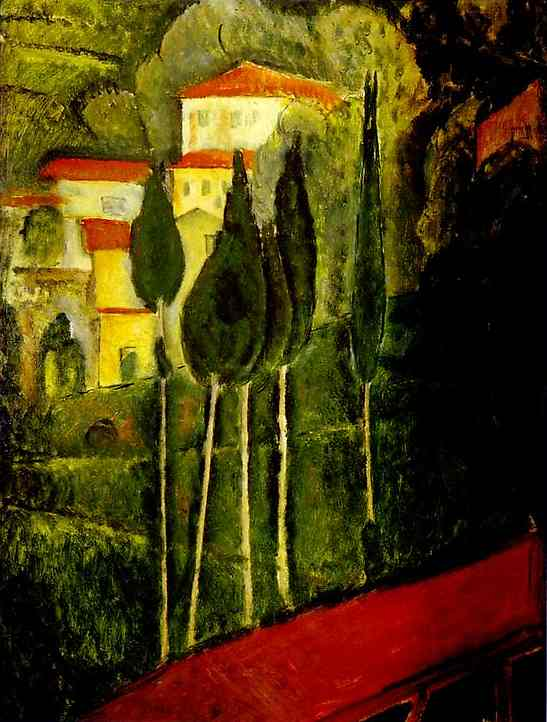
Landschaft, 1919

Unter Amedeo Modiglianis Werken befinden sich nur wenige Landschaftsbilder. Diese entstanden in seinen frühen Jahren in Italien, auf seinen Reisen in seine Heimat und während seines Aufenthaltes in Südfrankreich. Während das 1898 entstandene Bild Landschaft in der Toskana sich noch am Impressionismus orientierte und keine klaren Konturen aufweist, sondern unscharf wirkt, steht im Gegensatz dazu beispielsweise das 1919 gemalte 60 × 45 Zentimeter große Bild Landschaft. Dieses in Südfrankreich entstandene Gemälde wird durch klare Umrisse gegliedert. In den Hügeln im Bildhintergrund bilden die Gebäude klare geometrische Strukturen, die im Kontrast zu den Formen der sie umgebenden Wolken stehen, die jedoch ebenfalls klare Umrisse aufweisen. Im Vordergrund ist eine diagonal durch das Bild verlaufende rote Fläche zu sehen, die entweder einen Weg oder ein Brückengeländer darstellt. Mit dem Rot dieses Bildelementes wird die Farbe der Hausdächer erneut aufgegriffen. Es ist klar von der Umgebung abgegrenzt, was ein Gefühl der Enge und Begrenztheit hervorruft. Die Hügel in der Bildmitte führen terrassenförmig in den Hintergrund und erzeugen einen Eindruck von räumlicher Tiefe. Im Kontrast dazu stehen die Bäume im Vordergrund, die mit ihren langen linearen Strukturen das Bild zusätzlich gliedern.
Auch in den Landschaftsbildern, die Modigliani in Südfrankreich malte, kommt der Fokus von Modigliani auf das Porträt über das Format zum Ausdruck. Anstelle des für Landschaften üblichen Querformats nutzte er auch das Hochformat. Die Bilder Amedeo Modiglianis weisen Ähnlichkeiten zu Landschaften Paul Cézannes auf, der zu Modiglianis künstlerischen Vorbildern zählte, sowie zu Bildern anderer Künstler dieser Zeit. So sind beispielsweise kompositorische Parallelen zu Bildern von Gustav Klimt vorhanden. Daneben gibt es weitere Ähnlichkeiten wie das stilisierte Aussehen der Bäume, sowie die räumliche Anordnung der Bildelemente.

### Skulpturen und Bilder mit Bezug zur Bildhauerei

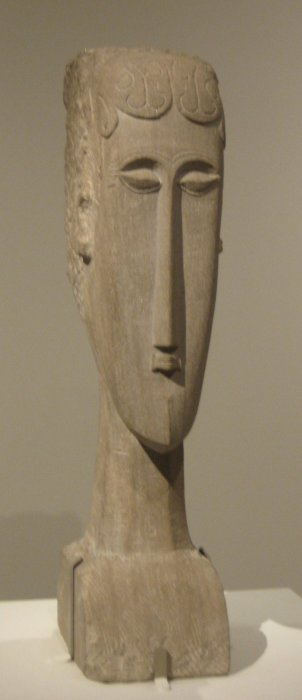
Kopf, 1912. Diese Skulptur wird im Metropolitan Museum of Art gezeigt.

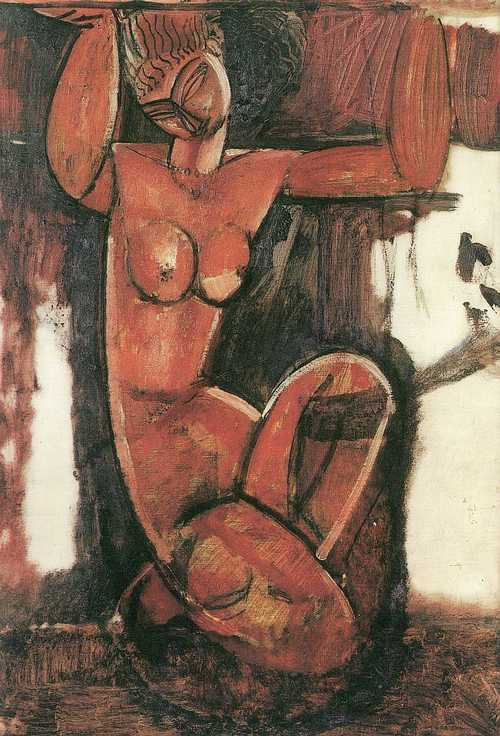
Karyatide, 1911/1912

Zwischen 1909 und 1914 widmete sich Amedeo Modigliani fast ausschließlich der Bildhauerei. Neben ihm wandten sich zu dieser Zeit auch andere Maler dieser Kunstgattung zu, wie beispielsweise Picasso, Matisse und André Derain. Dies geschah infolge der vor dem Ersten Weltkrieg großen Zuspruch findenden afrikanischen Kunst, deren Skulpturen unter dem Begriff Negerplastik hohe Popularität erreichten. Daneben lernte Amedeo Modigliani den Bildhauer Brancusi kennen, dessen Skulpturen im Herbstsalon neben seinen Bildern ausgestellt waren. Erst nach dem Kontakt mit Brancusi wandte sich Modigliani der Skulptur zu und zog in ein für die Bildhauerei eingerichtetes Atelier am Montparnasse.
Die meisten Skulpturen Amedeo Modiglianis stellen Köpfe dar, die er als Säulen der Zärtlichkeit bezeichnete. Laut dem Kunsthistoriker Gerhard Kolberg schwanken diese Skulpturen „zwischen hohem ideellen und bildhauerischem Anspruch und primitiver bis archaischer skulpturaler Ausführung“. Dabei ist besonders auffällig, dass Modigliani trotz seiner Unerfahrenheit als Bildhauer fähig war, seinen Kopf-Skulpturen ein einheitliches stilistisches Aussehen zu verleihen. Sie haben alle ein einheitliches Grundmaß und sind aus hochrechteckigen Steinblöcken gearbeitet. Die Köpfe sind idolhaft und ikonenartig ausgearbeitet und strahlen aufgrund ihrer Schlichtheit eine majestätische Würde aus. In den gemeinsamen Ausstellungen dieser Skulpturen im Jahre 1911 wurde deutlich, dass sie nur in der Gesamtheit, jedoch nicht im Einzelwerk ihre Bedeutung zeigen. Um die Wirkung der Präsentation noch zu steigern, entwickelte Modigliani ein eigenes Beleuchtungskonzept der Objekte. Mit dieser Art der Ausstellung inszenierte er seine Skulpturen so, dass ein mysteriöser und religiös anmutender Eindruck entstand. Ein Exemplar dieser Serie ist der 70,5 × 23, 5 × 7,6 Zentimeter große Kopf einer Frau, der sich im Besitz des Philadelphia Museum of Art befindet. Er weist die typischen Merkmale der Kopfdarstellungen Modiglianis auf. Das Gesicht ist in die Länge gestreckt, so dass Nase und Ohren unnatürlich lang sind. Das Kinn ist spitz zulaufend, der Abstand zwischen den Augen gering. Der Gesichtsausdruck vermittelt keine Emotion, sondern strahlt allein Ruhe aus.
Neben den Kopfskulpturen schuf Amedeo Modigliani nur zwei weitere, die heute bekannt sind: eine stehende Figur und eine Karyatide. Diese weist einen deutlichen Rückbezug zur griechisch-römischen Antike auf. Karyatiden sind Gewandfiguren in menschlicher Gestalt, die als Stützen ganze Gesimse oder Geschosse tragen und seit der Antike ein fester Bestandteil der Architektur waren. Die Skulptur Karyatide aus dem Jahr 1914 weist nur noch durch ihre Haltung einen Bezug zu dieser Funktion auf. Die Figur kniet auf einem Bein, das andere ist angewinkelt an den Körper gezogen. Die kräftige weibliche Gestalt hält beide Arme über den Kopf erhoben. Die Last, die sie tragen musste, deutet Modigliani nur durch eine Platte an. Das Gewicht der Skulptur konzentriert sich allein auf die Zentralachse der Figur, was ihr Standfestigkeit verleiht. Der verwendete Kalksandstein wurde von Modigliani nur grob bearbeitet, was eine raue Oberfläche erzeugte im Gegensatz zu den glatten Oberflächen der Kopfskulpturen. Es ist kein Gesicht herausgearbeitet, so dass die Figur eine besondere Anonymität aufweist.
Während seiner bildhauerischen Schaffensphase malte Modigliani nur wenige Bilder. Diese hatten meist ebenfalls einen Bezug zur Skulptur, waren von Statuen inspiriert oder griffen das Motiv der Karyatide auf. Ein Beispiel für diese Bildergruppe ist das 72,5 × 50 Zentimeter große Ölgemälde Karyatide, das etwa 1911/1912 entstand. Von der Haltung her weist die Figur eine große Ähnlichkeit mit der 1914 entstandenen Skulptur auf. Der Körper ist auf eine geometrische Weise aus einzelnen Elementen zusammengesetzt worden. Der gesamte Körper ist in die Länge gestreckt und weist verlängerte, kraftvolle Arme auf. Das Bild zeigt somit keine sinnliche Darstellung einer Frau, sondern die von Kraft und Ruhe. Das Gesicht der Frau ähnelt denen altägyptischer und mykenischer Statuen, was ebenfalls eine Rezeption der von ihm studierten Werke darstellt. Die Beugung der Figur ist bildhauerisch nicht realisierbar, da die Verteilung des Gewichts an der Basis die Figur umstürzen lassen würde. So stellt das Bild für Modigliani eine Möglichkeit dar, in der Behandlung des Themas nicht an die Beschränkungen der Erschaffung einer Skulptur gebunden zu sein.

### Zeichnungen

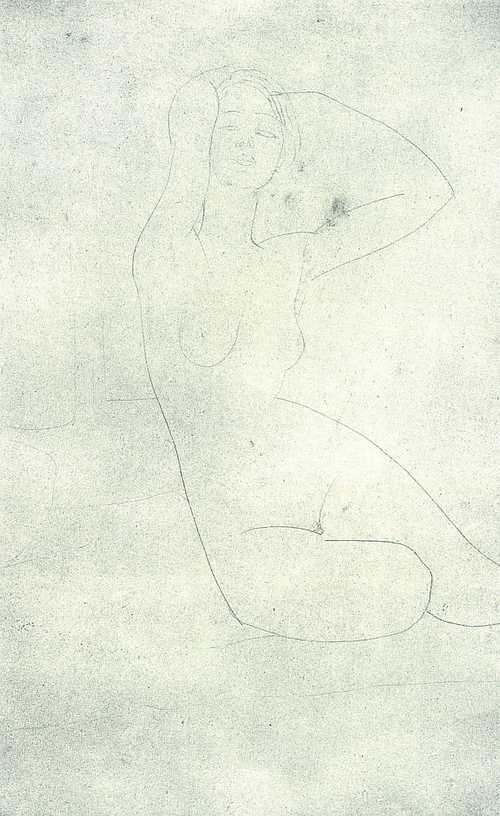
Bleistiftzeichnung eines Aktes, 1918. In dieser 44,1 × 27,9 Zentimeter großen Zeichnung studierte Modigliani eine Komposition, die er so ähnlich auch in einigen Gemälden anwandte.

Von Amedeo Modigliani sind viele Zeichnungen erhalten geblieben. Ihre hohe Zahl kann in der Studienzeit des Künstlers begründet liegen. In der Académie Colarossi lernte er im 15-Minuten-Akt das schnelle skizzenhafte Erfassen einer Figur, da das Modell nach 15 Minuten jeweils eine andere Position einnahm. Auch später entstanden seine Zeichnungen in sehr kurzer Zeit und ohne viele Korrekturen. Er legte die Zeichnungen in großen Zügen an, wobei offensichtliche Ungenauigkeiten, die in einigen Ausnahmefällen existieren, einen vom Künstler gewollten Effekt darstellen. Während seiner gesamten künstlerischen Laufbahn brachte er die Zeichnungen erst auf das Papier, nachdem sie vorher in seinem Kopf bereits Gestalt angenommen hatten. Dabei gab es keine technische Entwicklung in seinem Schaffen. Er nutzte meist Blätter, die er an der Perforierung aus seinen Skizzenblöcken heraustrennte und auf denen er mit Tusche und schwarzer Ölkreide skizzierte. Seltener nutzte er Aquarell, Graphit, Rötel, Kohlestift und blaue bis violette Kreide.
Die meisten Zeichnungen Modiglianis stellen Studien dar, in denen er Motive und Kompositionen testete, und aus dem Moment entstandene Wiedergaben einer Situation beziehungsweise einer Figur. Dabei ragen die Zeichnungen, die vom Theater und Zirkus inspiriert wurden und 1908 entstanden, aus dem übrigen Werk Modiglianis heraus, da sie ein komplett anderes Sujet darstellen. Sie sind nicht allein auf die Figur konzentriert, sondern stellen diese in einem weitergehenden erzählerischen Zusammenhang dar. Zwei der Skizzen zeigen einen Saal des Gaîté-Rochechouart am Montmartre, in dem Modigliani eine Aufführung gesehen hat. Die eine zeigt eine Gruppe von Schauspielern auf der Bühne, die andere eine leere Bühne. In beiden Bildern sind dieselben Zuschauer zu sehen, so dass nachgewiesen ist, dass beide Zeichnungen in derselben Vorstellung vor Ort ausgeführt wurden. Mit den Zeichnungen von Tänzerinnen, Artisten und einer Marionette machen die aus dem Theater die einzigen Werke Modiglianis aus, in denen sein Vergnügen am und seine Neigung zu Theater und Zirkus deutlich werden.
Bei der großen Anzahl von Zeichnungen in den Jahren als Bildhauer wird vermutet, dass es sich größtenteils nicht um Vorlagen für konkrete Einzelstücke handelt, sondern dass Modigliani darin Ideen für nicht realisierte Skulpturen festhielt. Dabei ist keine Zeichnung die Kopie einer anderen, aber aufgrund ihrer stilistischen Ähnlichkeit weisen sie laut Claude Roy eine „wunderbare Monotonie der Besessenheit“ auf. Weiterhin existieren viele Porträt- und Aktzeichnungen.

## Bedeutung, Beurteilung und Erfolg
Den Großteil seines Lebens hatte Amedeo Modigliani mit seiner Kunst nur wenig Erfolg. Seine Werke waren wenig gefragt, da sie nicht den großen neuen Strömungen in der Kunst angehörten, sondern einen persönlichen Stil zeigten. Ab 1914, nach dem Ende der Phase als Bildhauer, entwickelte Modigliani einen neuen dekorativeren Stil, der mit seinen langen Hälsen und mandelförmigen Augen allmählich steigenden Erfolg brachte. Zu dieser Zeit kam die Bewegung der Neuen Sachlichkeit auf, in der die Darstellung eines intakten Menschenbildes gefragt war. Daneben ging Modigliani stärker Kompromisse ein infolge der Beziehung zu Jeanne Hébuterne und der Geburt seiner Tochter. So wurden seine Bilder gefälliger und damit verkaufsträchtiger. Die Preise für seine Bilder stiegen in der Folge rasch an. Einer der bedeutendsten Sammler von Werken Modiglianis war dabei Roger Dutilleul, ein französischer Industrieller und Kunstsammler, der von 1918 bis 1925 etwa ein Zehntel des Gesamtwerkes Modiglianis erwarb.
Modigliani selbst hat sich nur selten zu seiner Kunst geäußert. Laut Berichten seiner Zeitgenossen pflegte er das Bild eines jüdischen Außenseiters und Ausländers. Dabei war er nach seinem Selbstverständnis als Künstler ein „superuomo“ (deutsch: „Übermensch“) und Auserwählter der Gesellschaft. Auffällig ist die strikte Trennung des Privatlebens von der Kunst. Er malte nur zwei Selbstbildnisse und griff in seinen Kunstwerken nicht den unsteten Lebensstil auf, sondern entwickelte einen klaren und einfachen Stil. Seine Bilder verbinden die Tradition mit der Moderne. Dabei war Modigliani kein Wegbereiter oder Vorreiter einer künstlerischen Entwicklung. Vielmehr blieb er ein stilistischer Außenseiter und Einzelgänger. Mit dem Brückenschlag zwischen moderner Kunst und vergangenen Kunstepochen leistete Modigliani einen herausragenden individuellen Beitrag in der Kunst des 20. Jahrhunderts.
In der Rezeptionsgeschichte stellen die Aktgemälde Modiglianis den am meisten besprochenen und gerühmten Teil seines Gesamtwerkes dar, obwohl sie nur etwa ein Zehntel an diesem ausmachen. Die Stellung dieser Bilder wurde durch die Zensur, die noch nach Modiglianis Tod bestehen blieb, und die Wirkung auf den Betrachter begründet. Noch nach dem Zweiten Weltkrieg lösten die Akte Diskussionen über ihren pornografischen Gehalt aus. So musste sich das Solomon R. Guggenheim Museum in New York rechtfertigen, als es Reproduktionen des in seinem Besitz befindlichen Gemäldes Akt mit Halskette drucken lassen wollte. Die Akte Modiglianis wurden mit verschiedenen, widersprüchlichen Urteilen belegt. Auf der einen Seite wurden sie positiv als „faszinierend-sinnlich“ bezeichnet, während andere Kritiker sie als „kalt-abstoßend“ empfanden. Amedeo Modigliani entwickelte in den Akten einen eigenen Stil. Während andere Maler dieser Zeit wie Picasso, Matisse, Tsuguharu Foujita oder Kees van Dongen den nackten weiblichen Körper in einem weitergehenden Sujet darstellten, konzentrierte sich Modigliani allein auf die Darstellung des weiblichen Körpers, gab im Bild keine Handlung und auch keine weitergehenden Informationen über das Modell wieder.

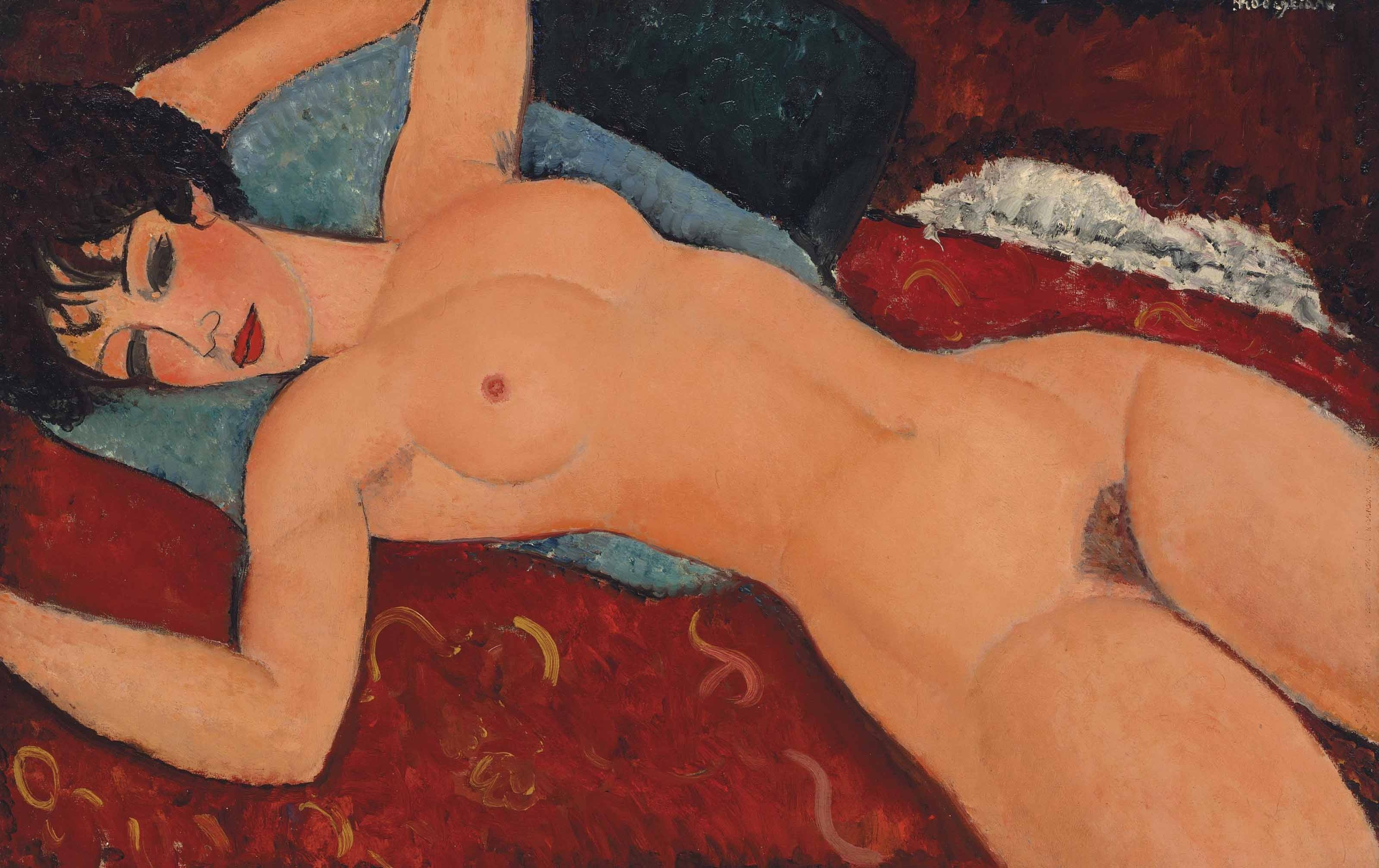
Nu couché (1917)

Im Jahr 1955 wurden Arbeiten von ihm auf der documenta 1 in Kassel und 1964 auch auf der documenta III in der berühmten Abteilung Handzeichnungen gezeigt. Eine ähnliche Kopfskulptur aus dem Besitz der Erben des französischen Kaufhausgründers Gaston Lévy erzielte bei Christie’s in Paris im Juni 2010 einschließlich des Aufgeldes einen Preis von 43,2 Millionen Euro. Der Höchstpreis für ein Gemälde des Künstlers wurde am 9. November 2015 bei einer von Christie’s durchgeführten Auktion in New York erzielt, als das Gemälde Nu couché für 170,4 Mio. US-Dollar (ca. 158,5 Mio. Euro) den Besitzer wechselte. Fünf Jahre zuvor war Modiglianis Nu assis sur un divan (La Belle Romaine) für 68.962.500 US-Dollar versteigert worden. Den bislang höchsten Preis für eine Skulptur von Modigliani zahlte ein anonymer Käufer am 4. November 2014 bei einer Auktion in der New Yorker Filiale von Sotheby’s, als die Skulptur Tête für 70,7 Millionen US-Dollar den Besitzer wechselte.

## Fälschungen und Feststellung der Echtheit
Als nach dem Tod Modiglianis seine Kunstwerke im Preis stiegen, wurden zu Beginn authentische Bilder Modiglianis nachträglich mit dessen Signatur versehen. Damit konnten Geschäftsleute den Wert der Bilder noch erheblich steigern. Daneben wurden komplett neue Bilder produziert, die als Werke Modiglianis ausgegeben wurden und ebenfalls gute Preise erzielen konnten. Die Fälschungen wurden von der schweren Feststellbarkeit der Echtheit begünstigt. Eine Aussage darüber ließ sich oft nur über vergleichendes Sehen treffen. Dabei werden durch Studium möglichst vieler Originale die Maltechnik eines Künstlers, Signatur, Farbwahl, Komposition und weitere Merkmale analysiert, so dass andere Gemälde dahingehend verglichen werden können. Aufschluss über Malweise und verwendetes Material konnten auch Röntgenuntersuchungen geben. Auf dem Gebiet der Feststellung der Authentizität von Werken Modiglianis leistete die Pariser Retrospektive aus dem Jahr 1981 Maßgebliches. Während der Vorbereitungen wurden Kriterien zur Beurteilung der Vorgehensweise Modiglianis und der Signatur festgelegt.
Daneben wurde die Echtheit von Werken Modiglianis über das Provenienzprinzip nachgewiesen, so beispielsweise für das Porträt Bildnis Jacques Lipchitz und seine Frau. Es wurde von den privaten Sammlern Frederic Clay und Helen Birch Bartlett aus einer zuverlässigen Quelle erworben und die Entstehung von Lipchitz persönlich bestätigt. Danach wurde es direkt dem Art Institute of Chicago übergeben.
1984 sorgte die Entdeckung von drei angeblichen Steinskulpturen Modiglianis in einem Kanal in Livorno für Aufregung. Diese Arbeiten hätte er während seines letzten Aufenthaltes in seiner Heimatstadt in einem Wutausbruch in das Gewässer geworfen. Die Echtheit der Skulpturen wurde unter Kunsthistorikern kontrovers diskutiert. Nach einiger Zeit gab jedoch eine Gruppe von Studenten sowie ein Hobbykünstler bekannt, diese Skulpturen anlässlich des 100. Geburtstags Amedeo Modiglianis selbst geschaffen und in den Kanal geworfen zu haben.
Anfang 2025 bestätigte das Modigliani-Archiv in Rom die Echtheit des Porträts eines Mannes als Werk Modiglianis. Das unsignierte Ölgemälde war fünfzehn Jahre zuvor von einem italienischen Kunstsammler auf einem Flohmarkt in Le Mans erworben worden. Das Bild könnte 1906 in Paris gemalt worden sein und Modiglianis Freund Mario Cavalieri zeigen.

## Rezeption

### Film
Neben der literarischen Rezeption wurde das Leben Amedeo Modiglianis auch in drei Spielfilmen behandelt. 1958 entstand unter der Regie von Jacques Becker der Film Montparnasse 19 (Originaltitel: Les amants de Montparnasse). Er behandelt die letzten Lebensjahre Modiglianis, der von Gérard Philipe verkörpert wurde, im Pariser Stadtviertel Montparnasse. Dabei legt der Film einen besonderen Fokus auf dessen Armut und Drogensucht. Aus dem Jahr 1990 stammt der Film Modi, in dem Richard Berry den Künstler darstellte. Der Film behandelt das Leben Modiglianis ab seinem Umzug von Livorno nach Paris und folgt ihm weiter durch die Zeit des Ersten Weltkrieges und der Nachkriegszeit.
2004 führte Mick Davis Regie in dem Spielfilm Modigliani. Andy García spielte hier Modigliani; thematisiert werden dessen Beziehung zu Jeanne Hébuterne und die angebliche Rivalität zu Picasso. Diese kommt 1919 in der Konkurrenz während eines Wettbewerbes zum Ausdruck, der dem Sieger Erfolg und ein hohes Preisgeld verspricht. Modigliani möchte ein Meisterwerk abliefern, um das finanzielle Auskommen seiner jungen Familie zu sichern. Der Film wurde in der New York Times verrissen: „The best and maybe the only use to be made of the catastrophic screen biography „Modigliani“ is to serve as a textbook outline of how not to film the life of a legendary artist.“ (Stephen Holden, deutsch: „Der beste und möglicherweise einzige Nutzen dieser katastrophalen Film-Biographie Modigliani ist, als Lehrbeispiel zu dienen, wie das Leben eines legendären Künstlers nicht verfilmt werden sollte.“)
Im Film Balduin, das Nachtgespenst mit Louis de Funès und Jean Gabin aus dem Jahre 1968 findet Modigliani ebenfalls eine filmtragende Erwähnung.

## Dokumentarfilme
- Liebe am Werk – Jeanne Hébuterne und Amedeo Modigliani. (OT: L'amour à l'œuvre – Jeanne Hébuterne et Amedeo Modigliani.) Dokumentarfilm, Frankreich, 2019, 26:09 Min., Buch und Regie: Stéphanie Colaux und Delphine Deloget, Produktion: Bonne Compagnie, arte France, Reihe: Liebe am Werk (OT: L'amour à l'œuvre. Couples mythiques d’artistes), Erstsendung: 7. April 2019 bei arte, Inhaltsangabe von ARD.
- Der zärtliche Blick – Die Akte von Modigliani. Dokumentarfilm, Deutschland, 2017, 52:13 Min., Buch und Regie: Hilka Sinning, Produktion: Medea Film, ZDF, arte, Erstsendung: 10. Dezember 2017 bei arte, Inhaltsangabe von ARD, Vorschau-Video, 2:13 Min. Unter anderem mit der Modigliani-Biografin Anette Kruszynski, dem Modigliani-Experten und Kurator Marc Restellini und der Tate-Modern-Kuratorin Nancy Ireson.